# История Центральной Азии

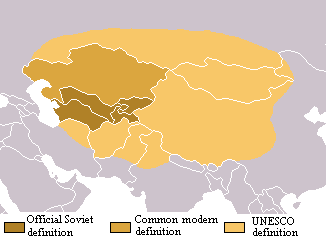
Три варианта границ Центральной Азии: 1 — Среднеазиатский экономический район СССР; 2 — Современный регион СНГ; 3 — Центральная Азия по определению ЮНЕСКО

История Центральной Азии была определена во многом географией и климатом региона. Аридный климат создавал трудности в сельском хозяйстве, а значительная удалённость от моря не давала возможности торговать по морю. 
По определению «Британники», в которой нет различения понятий «Средняя Азия» и «Центральная Азия» и оба понятия трактуются как «Central Asia», регион включает в себя Казахстан, Кыргызстан, Узбекистан, Туркменистан и Таджикистан.
Степные кочевники имели значительное влияние этой территории с середины первого тысячелетия до нашей эры до XVIII века. Протогорода появились в Центральной Азии более 4000 лет назад. С II века до н. э. до XVI века здесь проходили важные трассы Великого шёлкового пути, происходила международная торговля и культурный обмен между цивилизациями Европы и Востока. Более 2400 лет назад в Центральной Азии возникла древнейшая хорезмийская письменность. Центральная Азия была родиной мировой религии — зороастризма. Этническая и религиозная толерантность была чертой народов Центральной Азии на протяжении тысячелетий.
Доминирование кочевников закончилось в XVIII веке, с возникновением регулярных армий. Во второй половине  XIX века регион перешел в руки Российской империи. После Русской революции 1917 года в Центральной Азии появилось басмачество и ряд независимых государств, некоторые из них были включены в РСФСР. Советские республики Центральной Азии увидели не только индустриализацию и строительство инфраструктуры, но и подавление местной культуры, этническую напряжённость и экологические проблемы.
После распада СССР в 1991 году пять стран Центральной Азии получили независимость: Узбекистан, Казахстан, Туркменистан, Кыргызстан и Таджикистан. Во всех новых государствах власть получили лица, бывшие при СССР до распада президентами союзных республик.

## Доисторическая Центральная Азия
Последние генетические исследования пришли к выводу, что современный человек появился в регионе около 500 либо 400 тысяч лет назад. Некоторые исследования выявили, что именно Центральная Азия — источник общин людей, заселивших впоследствии Европу, Сибирь и Северную Америку. Согласно Курганной гипотезе, Северо-Запад Центральной Азии — место происхождения некоторых индоевропейских языков.
Ещё в 4500 году до н. э. некоторые небольшие общины региона осели и стали заниматься сельским хозяйством и скотоводством. В тот же период некоторые такие общины начали одомашнивание лошади. Изначально лошадь была только источником пищи. Считается, что только к 4000 году до н. э. лошадь стала использоваться для транспортных целей.
В то время, когда на засушливых равнинах господствовали кочевые племена, в более влажных частях Центральной Азии развивались ещё малочисленные города-государства и земледельческие общины. Бактрийско-Маргианский археологический комплекс был первой оседлой цивилизацией региона, практикуя орошаемое земледелие и, возможно, эта цивилизация даже имела письменность и взаимодействовала с кочевниками Андроновской культуры.
А. Лубоцкий исследовал индоарийскую лексику, не имеющую аналогов в общеиндоиранском словаре, и отметил, что данные слова относятся к сложной строительной, земледельческой и скотоводческой терминологии, соответствовавшей реалиям бактро-маргианской цивилизации, и с большой вероятностью относятся к субстратному языку данной цивилизации. В связи с этим более вероятным представляется отнесение носителей цивилизации к доиндоевропейскому населению Средней Азии. Согласно его выводам, индоиранский этнос занимал территорию к северу от оазисов маргианской цивилизации и активно контактировал с её носителями (см. андроновская культура).
Франкфор и Транбле на основании аккадских текстовых и археологических свидетельств предложили отождествлять Маргиану с царством Мархаши. Мархашийские личные имена указывают на восточный вариант хурритского или другой язык ванской семьи. Среди военных наёмников и торговцев, причисляющих себя к Мархаши, присутствуют эламские имена.

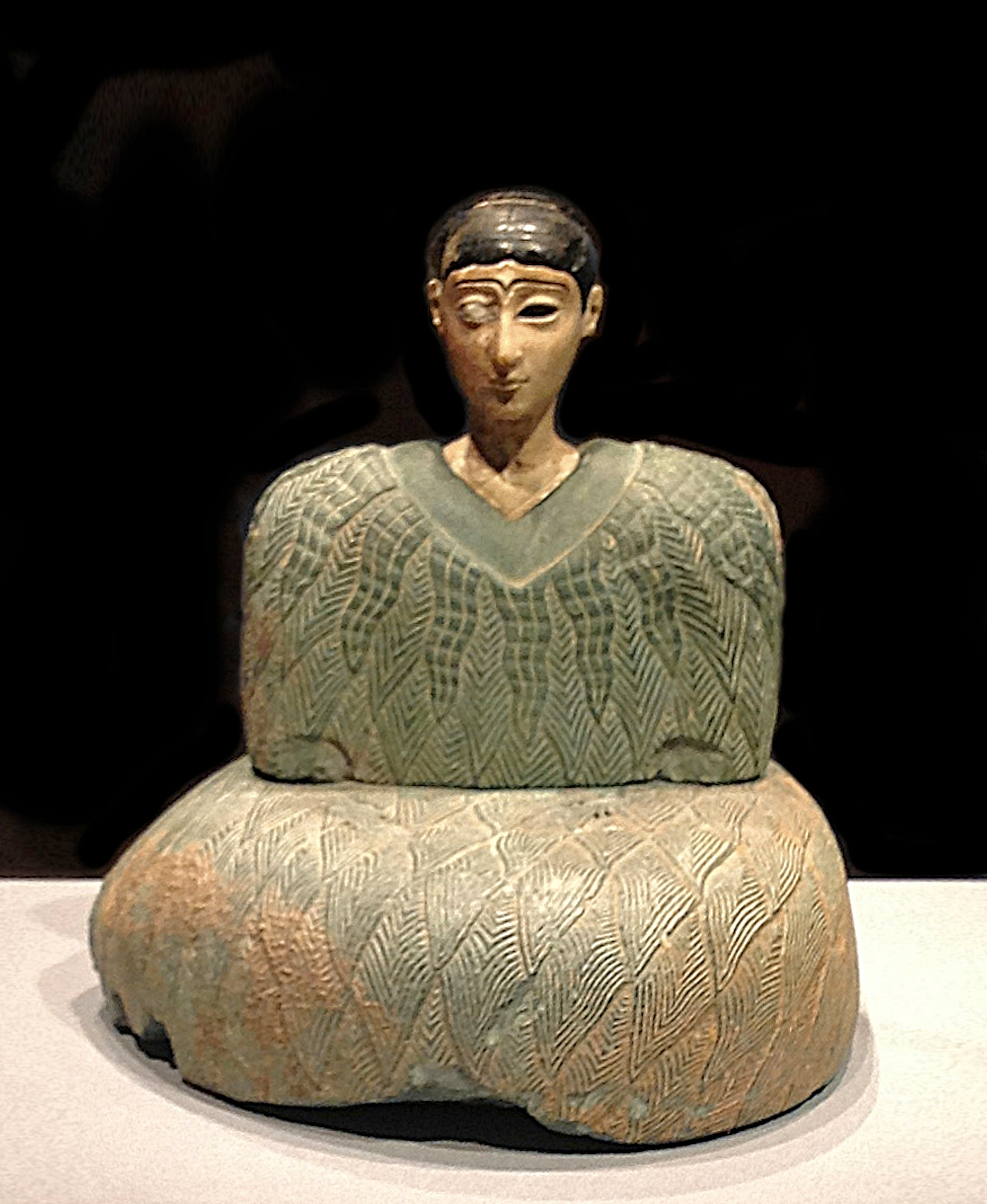
Богиня эпохи бронзы, территория Бактрии

Высказываются гипотезы о том, что носители цивилизации говорили на сино-кавказских, дравидских либо касситском языке.
Сильнейшие из согдийских городов в Ферганской долине занимали выгодное положение на пути из Азии в Европу. Эти города обогатил Великий шёлковый путь после I века. Кочевники порой совершали набеги на эти города.
Позже степи Центральной Азии заселили тюрки, скифы, монголы и ряд других народов. Несмотря на этнические и языковые различия, кочевой образ жизни сделал народы похожими друг на друга.

## Древнейшие города Центральной Азии
Один из несохранившихся древнейших протогородов Центральной Азии, возник 4500 лет назад на территории современного Туркменистана — Гонур-Депе (в переводе с туркменского — Серый холм). Это городище бронзового века (XXV век до н. э.). Находится на юго-востоке Туркменистана, в Марыйском оазисе, на невысоком холме правого берега русла Мургаба. Гонур-депе был самым крупным поселением в Маргиане и общерегиональным зороастрийским центром. Это был столичный город, со своим дворцом и несколькими храмами, способными конкурировать с сооружениями Ассирии и Вавилона. Судя по разным источникам, площадь древнего городища колеблется от 20 до 50 гектаров. Храмовый город просуществовал до конца XVI века до н. э. Его центральную часть составляет кремль с дворцом в центре, который окружён стенами с прямоугольными башнями. Вне этих стен с востока выстроен наиболее ранний из известных Храмов огня. С других фасов кремля сооружены Храм жертвоприношений (запад и юг) и Комплекс общественных трапез (север). Храмы обнесены вторым рядом монументальных стен, усиленных также прямоугольными башнями. В 2009 году были найдены ещё 3 царские могилы. В каждой из гробниц, не раз ограбленной в древности, удалось найти прекрасные образцы искусства, богатые золотые клады, а самое ценное — сохранившиеся фрагменты декоративного убранства передних фасадов гробниц мозаичные панно с сюжетными композициями. Эти мозаики, выполненные в технике, сочетающей живопись по штукатурке с каменными мозаичными вставками, на сегодняшний день являются самыми ранними сюжетными мозаичными картинами в мире. В Гонур-Депе найдены глиняные и керамические сосуды, золотые и серебряные украшения, цилиндрические печати из Месопотамии и квадратная печать из Хараппы.

## Древняя эпоха

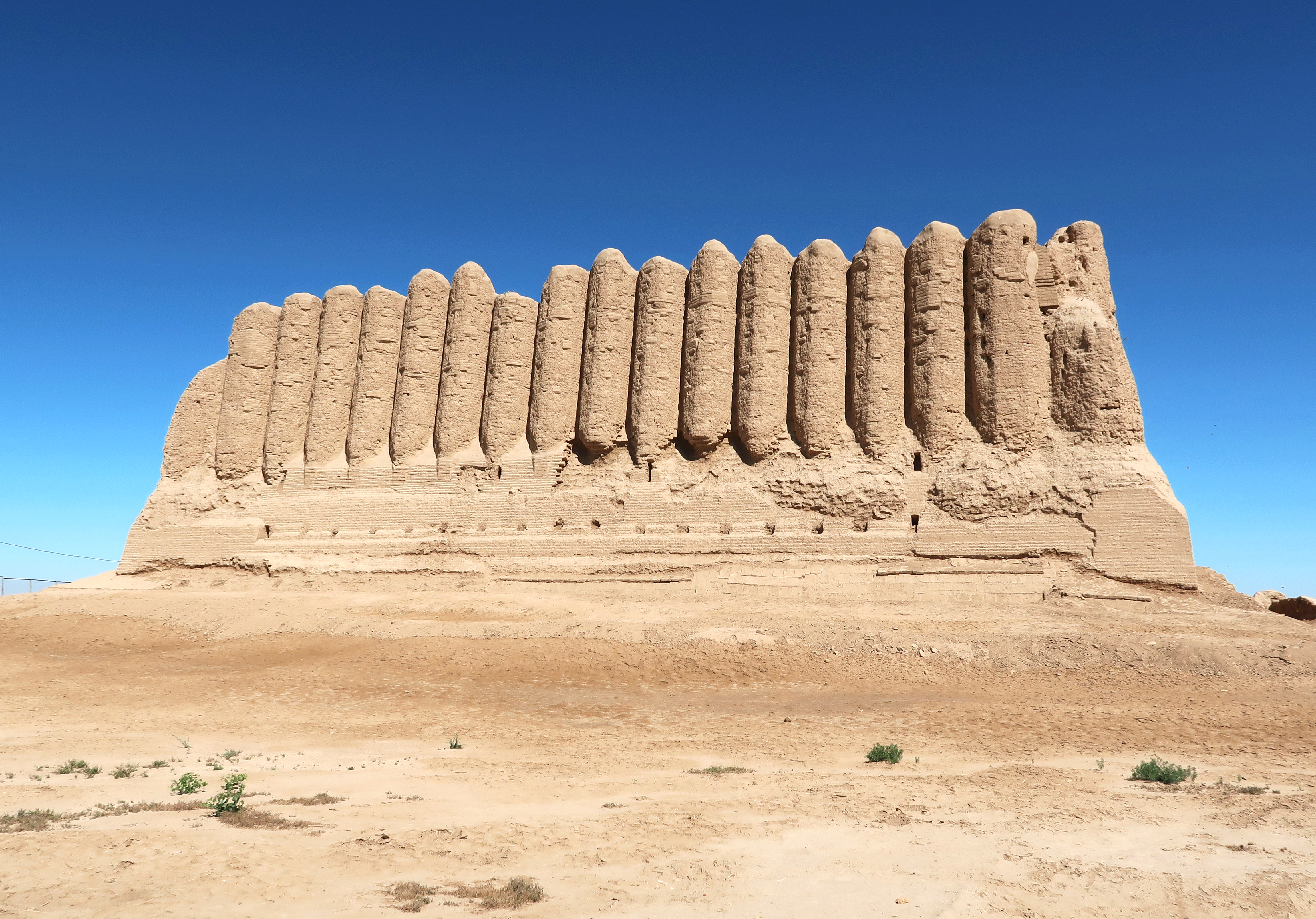
Большая Кыз-кала, Мерв, Туркменистан

Исследователи С. П. Толстов и В. А. Шишкин в своих трудах установили, что древнейшими государствами Центральной Азии в VIII—VII веках до н. э. являлись Хорезм и Бактрия.

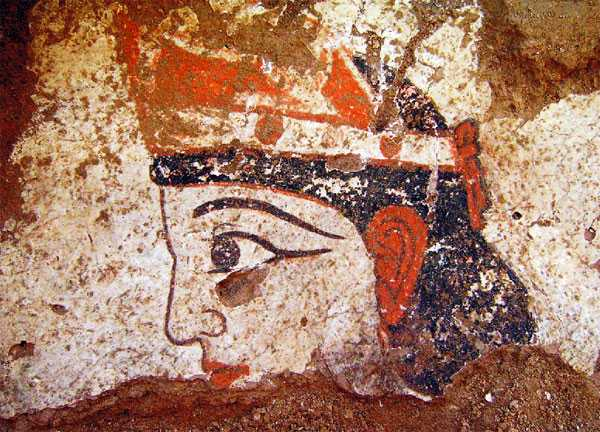
Фрагмент хорезмийской фрески V—III веков до н. э.

Другим центром стал район в бассейнах рек Зеравшан и Кашкадарья, получивший название Согд (Согдиана). В VIII веке до нашей эры здесь была основана столица государства — Мараканда (Самарканд).
Древнее государственное объединение — Древнебактрийское царство (письменные источники называли его Бахди в «Авесте», Бактриш в Бехистунской надписи, Бактриана у античных авторов, царство, истоки которого уходят далеко в прошлое), имело связи с Ассирией, Новым Вавилоном, Мидией и Индийскими княжествами.
Хуннская держава (209 г. до н. э. — 93 г.) стала первой державой кочевых народов мира, подав пример Монгольской империи. После успеха в хунно-китайских войнах и китайские государства попытаются расширить свою власть на запад, но, несмотря на их военную мощь, китайские державы так и не смогли завоевать весь регион.

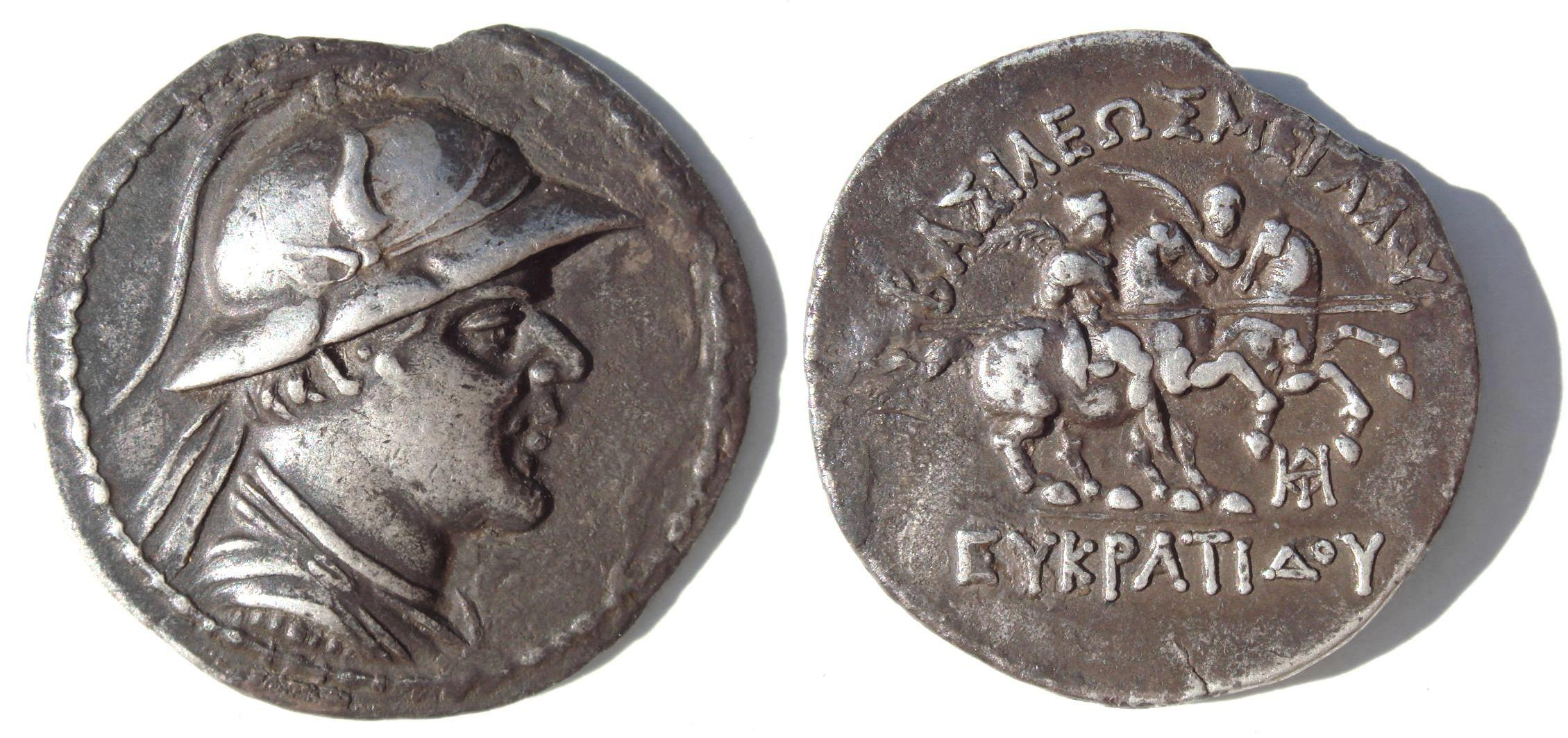
Тетрадрахма с изображением греко-бактрийского царя Эвкрадита I

Персидская империя сумела захватить часть Центральной Азии до устья реки Сырдарья, а сменившая её Македонская империя распространила там эллинистическую культуру. После смерти Александра Великого и войн диадохов Центральной Азией завладела империя Селевкидов.
Примерно в 250 году до н. э. в Бактрии появилось Греко-бактрийское царство, за всё время своего существования не имевшее контактов с Индией и Китаем. Другое эллинистическое государство, Индо-греческое царство, владевшее бо́льшей частью Пенджаба и некоторой частью Афганистана, основало греко-буддизм. Кушанское царство продолжало эллинистические и буддийские традиции и процветало за счёт торговли.
Среди оседлого населения наблюдается ряд исповедуемых религий, включая зороастризм, манихейство, буддизм и несторианство.

## Древнейшая письменность Центральной Азии
В V веке до н. э. на основе арамейского письма была разработана древнейшая письменность в Центральной Азии — хорезмийская письменность. Хорезмийское письмо использовалось до VIII века. При раскопках памятников древнего Хорезма, включая дворец Топрак-калы обнаружены документы на коже и дереве — на дощечках и палках. Все они написаны «тушью» (черными чернилами). Их письмо может быть определено как раннехорезмийский курсив. Формы многих букв значительно отличаются от начертаний в «имперско-арамейском» письме, к которому восходит хорезмийская письменность, а также от начертаний, свойственных наиболее ранним хорезмийским надписям. Среди документов на дереве можно выделить три группы. К первой принадлежат перечни имен мужчин — свободных и домашних рабов, входивших в состав больших семей («списки домов», «дом, семья»). Найдено 10 фрагментов «спиcков домов».

## Древнейшая обсерватория Центральной Азии

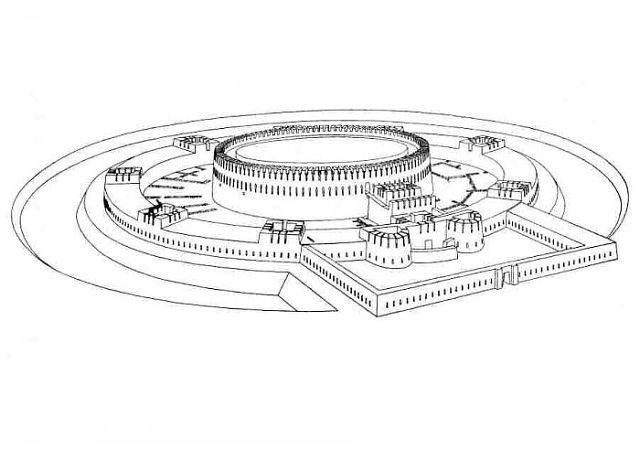
Кой Крылган кала, Хорезм, реконструкция

На территории древнего Хорезма археологи исследовали памятник Кой-крылган-кала — сооружение, использованное как храм и обсерватория было возведено в IV—III веках до н. э., затем было разрушено сакскими племенами на рубеже II века до н. э. и вновь было обитаемо в III—IV веках.
Сооружение представляет собой цилиндрическое двухэтажное здание диаметром 44 метра, вокруг которого на расстоянии 14 метров возведены крепостные стены; пространство между центральным сооружением и стенами было застроено жилыми постройками. Предположительно, центральное сооружение использовалось как гробница хорезмийских царей и как зороастрийский храм. На Кой-Крылган-кале возможны были наблюдения за определёнными светилами на отдельных участках неба. С помощью девяти башен, равномерно расставленных по окружности внешней стены, можно было зашифровать пять астрономически значимых азимутов.

## Древнейшие шахматные фигурки в мире
Самые древние шахматы, дошедшие до наших дней, датируются II веком. Они обнаружены на территории древней Бактрии (Сурхандарьинская область, Узбекистан) при раскопах Дальверзин-Тепе, столицы Кушанского царства. Это миниатюрные скульптурки слона и быка-зебу, вырезанные из слоновой кости.

## Эпоха государств кочевников хионитов, кидаритов, алхонов и эфталитов

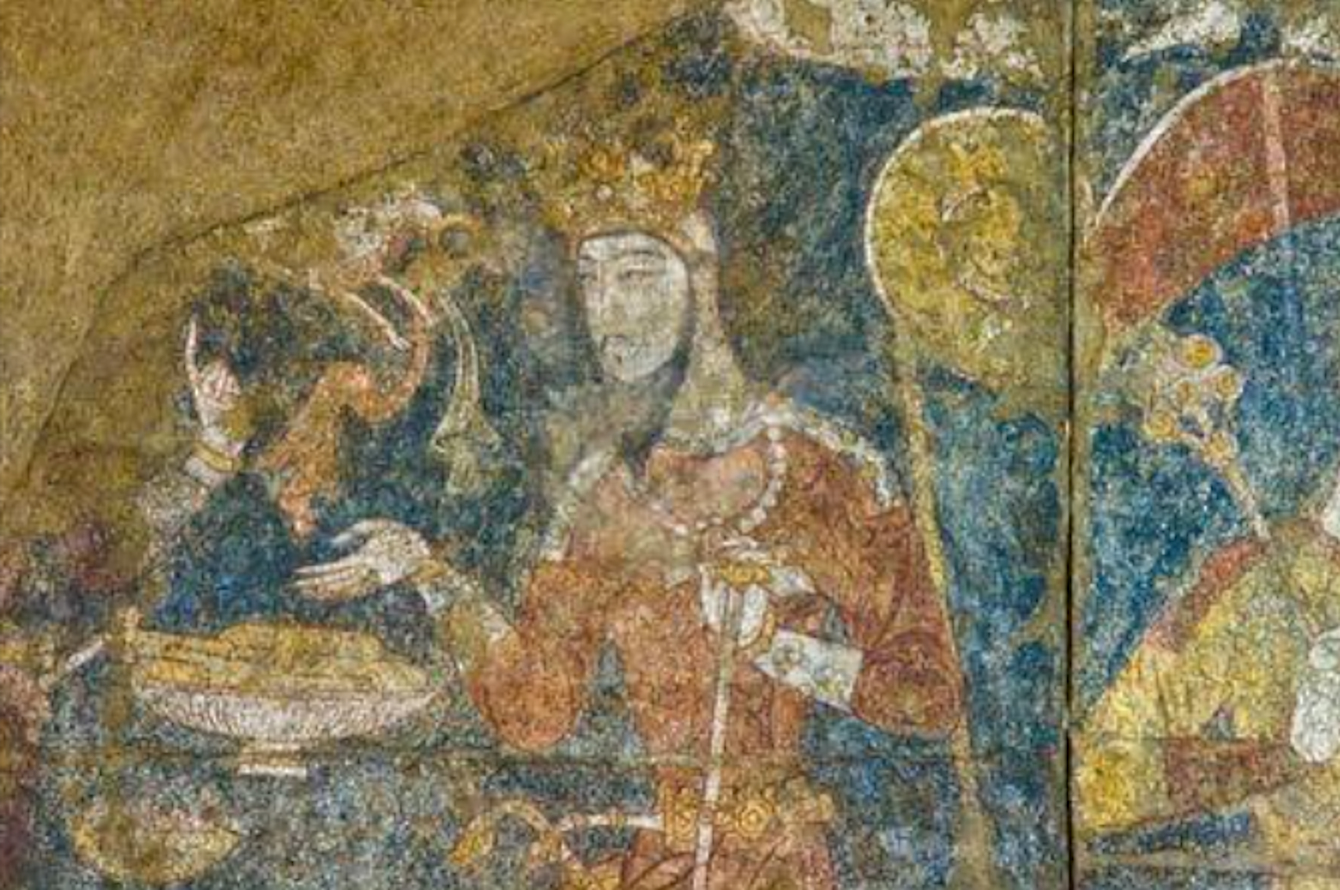
Портрет из живописи Пенджикента, VII—VIII вв.

Хиониты, жившие в III—IV веках были древним кочевым народом, конгломератом иранских и гунно-тюркских племен.

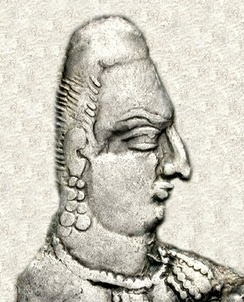
Хингила, правитель хуннов-алхонов в Бактрии, 440—490 гг. н. э.

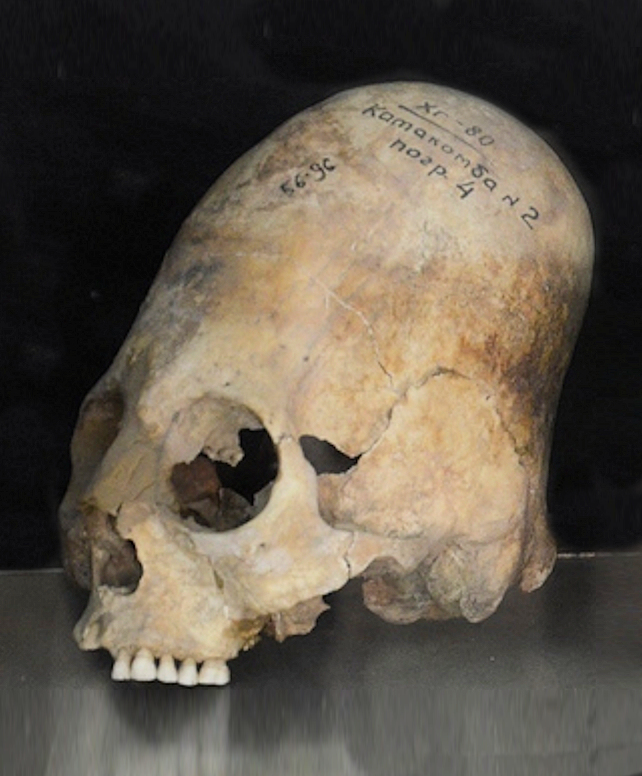
Череп с деформацией по обряду хуннов-алхонов из Самарканда, 600—700 гг.

С III века нашей эры в Хорезме отмечены представители народа гуннов. Некоторые исследователи относят гуннский язык к тюркским.
Кидариты мигрировали в Согд из Алтая в IV веке и сочетали в себе европеоидные и монголоидные признаки. Кидариты продвигались на юго-запад с промежутка гор Алтая и Восточного Туркестана.
Кидариты или Кидара-хуны, союз племен и династия, которая правила Бактрией, Согдом и Южной Азией в IV—V вв. Кидариты принадлежали к конгломерату племен известных как хуны в Индии и Европе.
В V веке византийские историки называли их «кидаритские хунны или хунны, которые кидариты». В 360—370 гг. образовалось кидаритское государство в Бактрии. Затем в 390—410 годах кидариты захватили северо-восточную Индию, где они заменили остатки кушан.
Кидариты были разгромлены хуннами-алхонами, правителем которых в середине V века был Хингила.

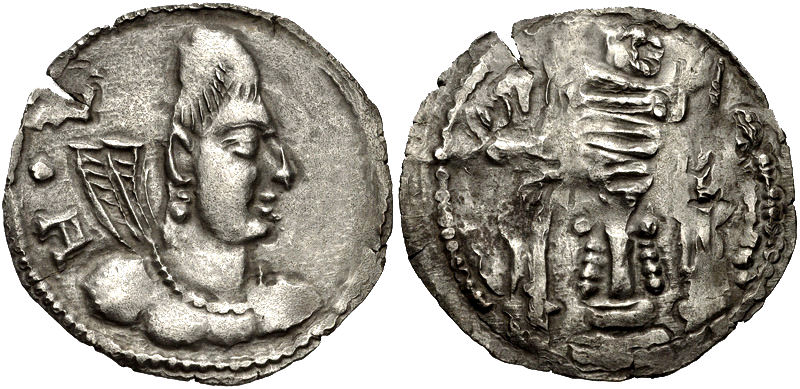
Монета правителя хунов Хингилы, 440-490 гг.
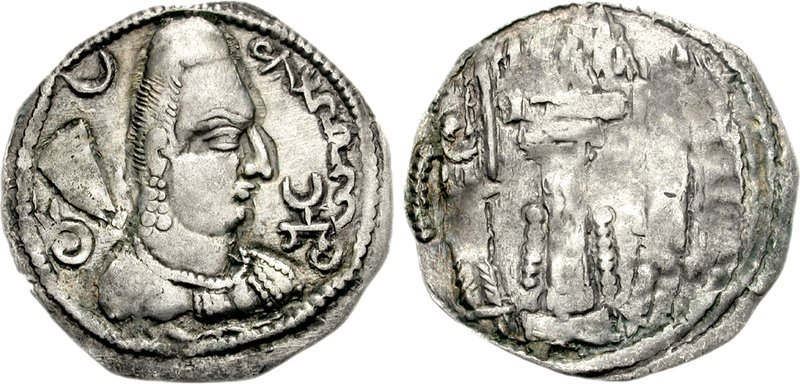
Хингила и его монеты с надписью «Алхоно» и тамгой.

## Средневековье

### Эпоха тюркских каганатов

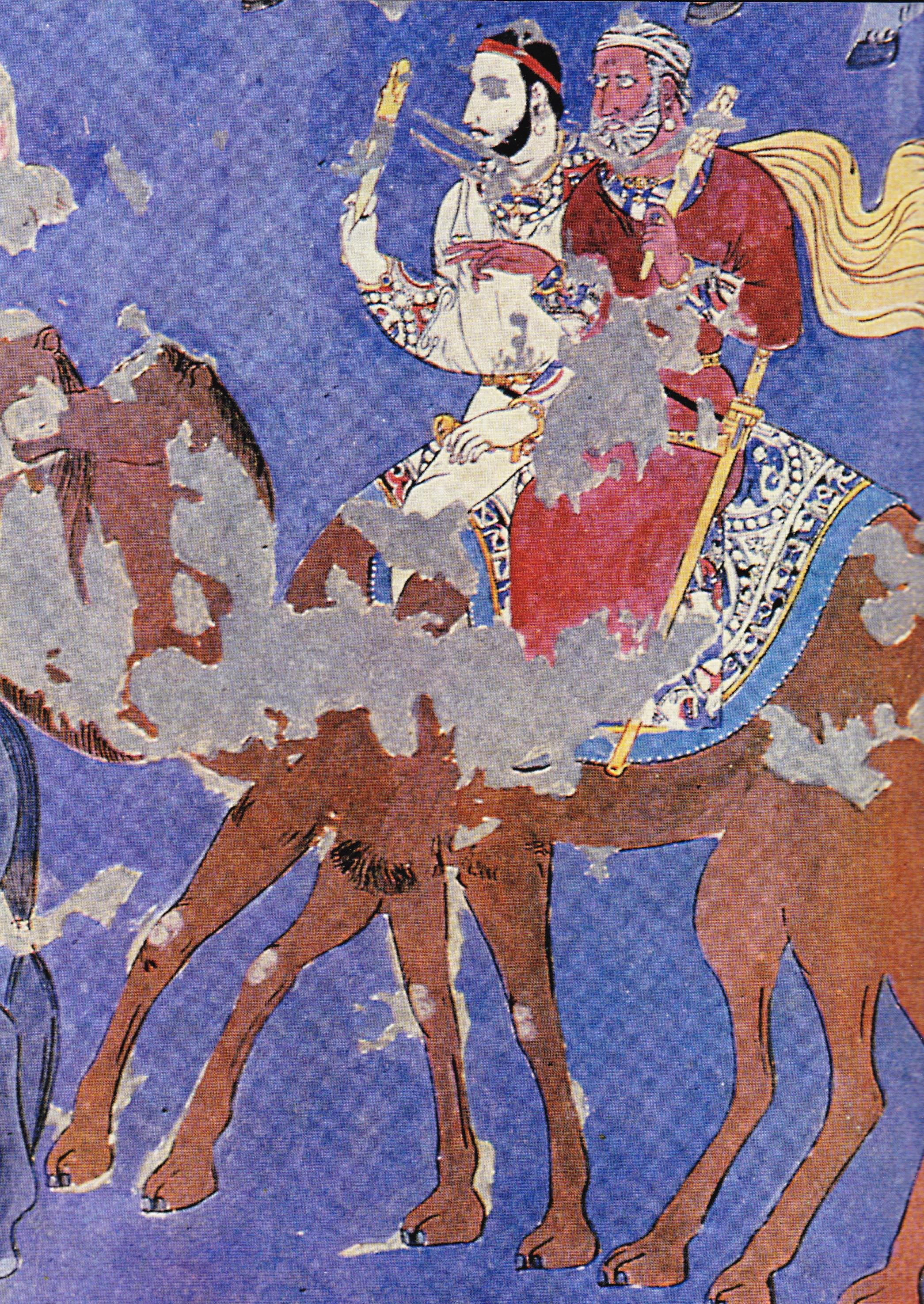
Послы в Самарканд в живописи Афрасиаба

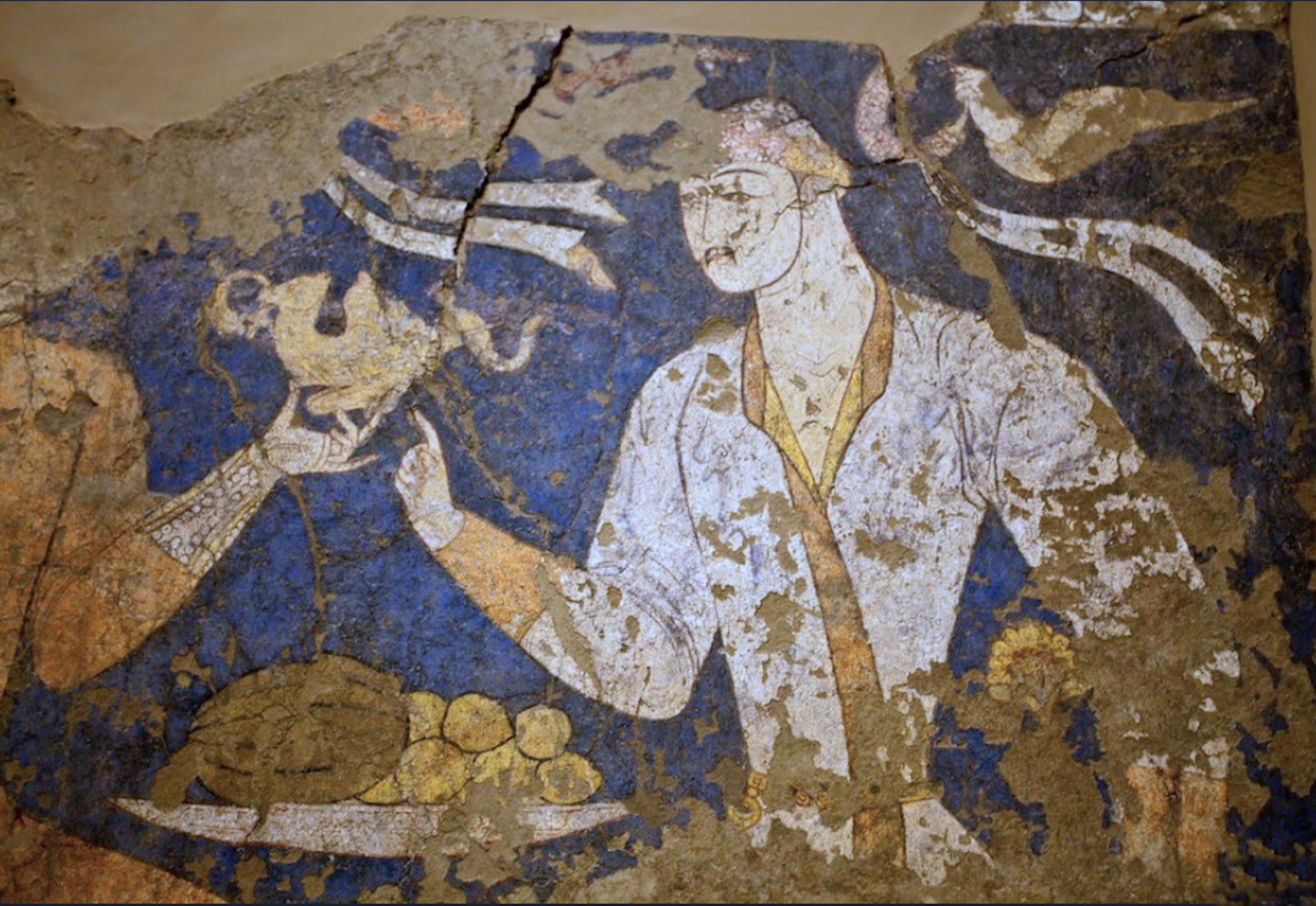
Персонаж живописи Пенджикента, VI—VII вв.

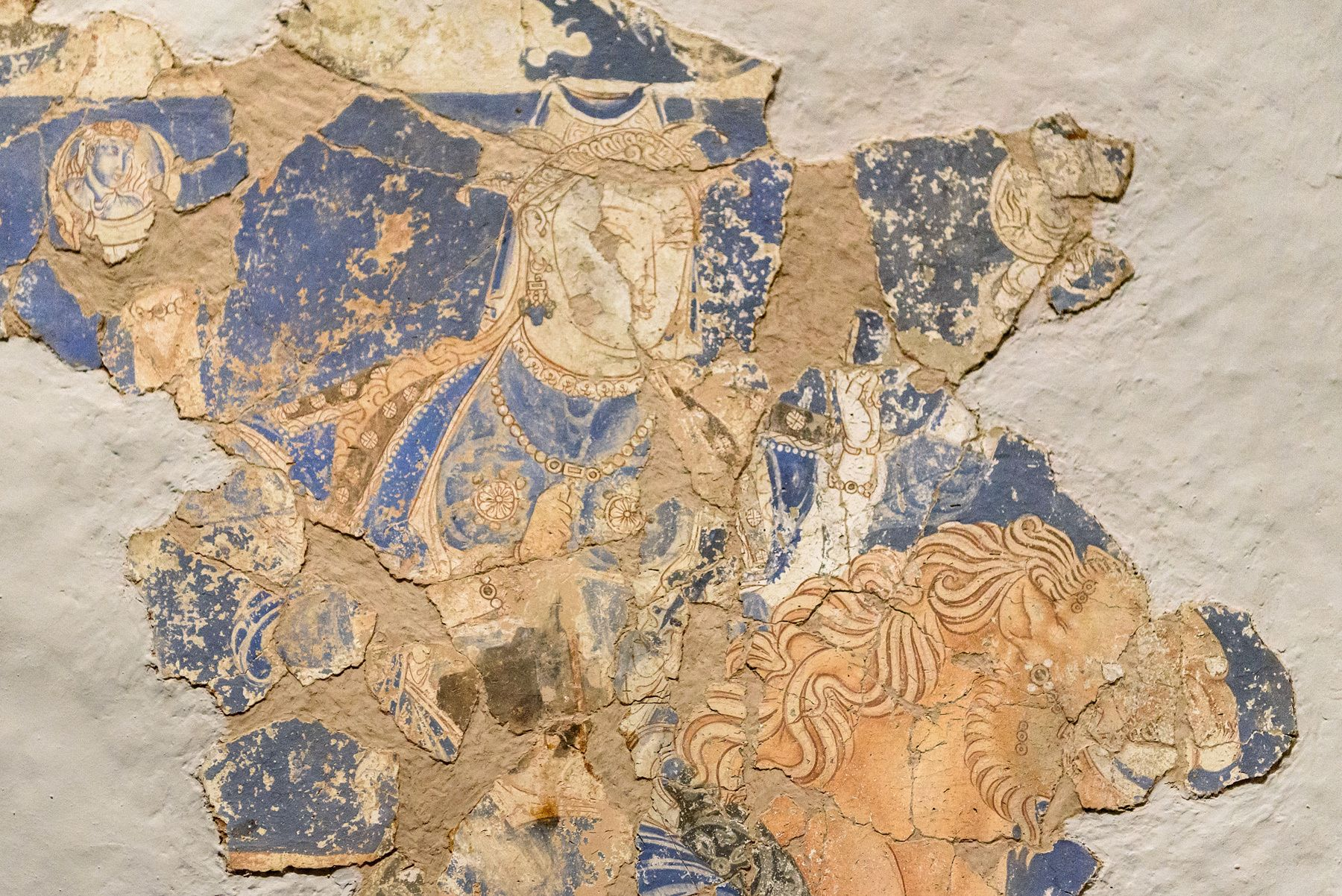
Богиня Нана в живописи Бунджиката, VIII—IX вв.

В 545 году на Алтае образовалось новое государство тюрок-ашина во главе с Бумын. После смерти Бумына в 552 году на престол вступил его сын, принявший титул Кара Иссык каган, который нанёс полное поражение жужаням. В 553 году начался поход тюрков на запад, возглавленный младшим братом Бумына Истеми-каганом. В 555 году войска Истеми достигли Аральского моря. В 565 году в битве у Нахшаба тюрки одержали победу, и Согд был присоединён к каганату. Основные силы эфталитов были разбиты тюрками в 567 году под Бухарой. После завоевания Средней Азии, каганат стал контролировать значительную часть Великого шёлкового пути. В начале VII века (603 год) Тюркский каганат в результате междоусобных войн и войн со своими соседями распался на Западный и Восточный каганаты. В западный каганат вошли Казахстан, Средняя Азия, Северный Кавказ, Крым, Урал и Поволжье. Этнополитическим ядром каганата стали «десять племён» (он ок будун).
В состав Западного каганата (603—658) вошла территория Средней Азии, степи современного Казахстана и Восточный Туркестан. Восточный каганат включил в свой состав современные территории Монголии, северного Китая и южную Сибирь. Вершины своего могущества каганат достиг во время правления Шегуй-кагана (в 610—618 годах) и его младшего брата Тон-ябгу-кагана (в 618—630 годах). Новые походы в Тохаристан и Афганистан раздвинули границы государства до северо-западной Индии. Тон-ябгу-каган провёл административную реформу и назначил своих представителей — тудунов в области для наблюдения и контроля за сбором дани. Предполагают, что он выпускал свои монеты с согдийской надписью — Тун-ябгу-каган.

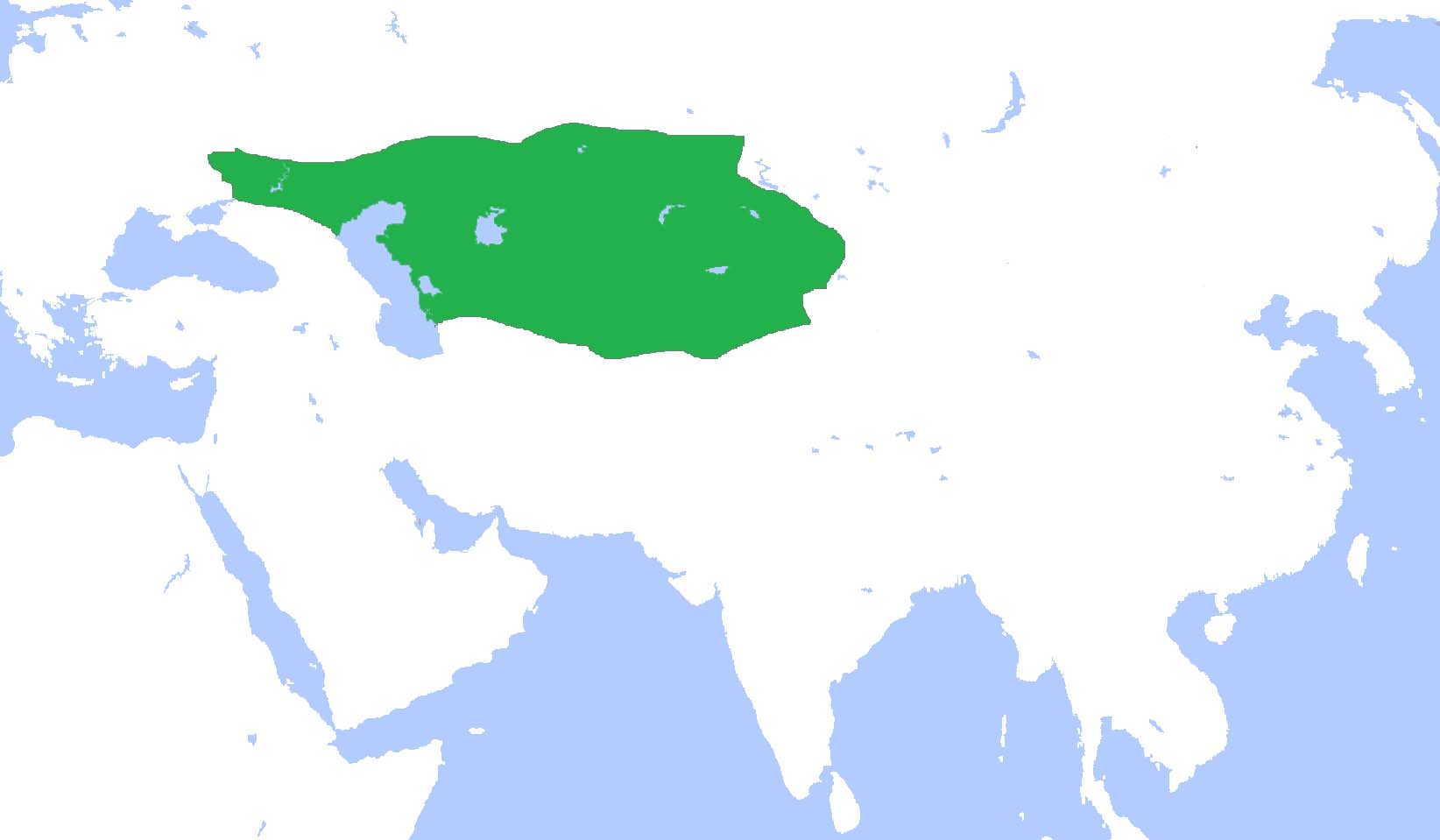
Западно-тюркский каганат в 612—630 гг.

При каганах Шегуе (610—618) и Тон-ябгу (618—630) восстановил границы на Алтае, в бассейне реки Тарим и по Амударье. Ставками западных тюркских каганов стали Суяб и Минг-Булаг (близ города Туркестана). В 658 году Западный каганат пал под ударами танского Китая.

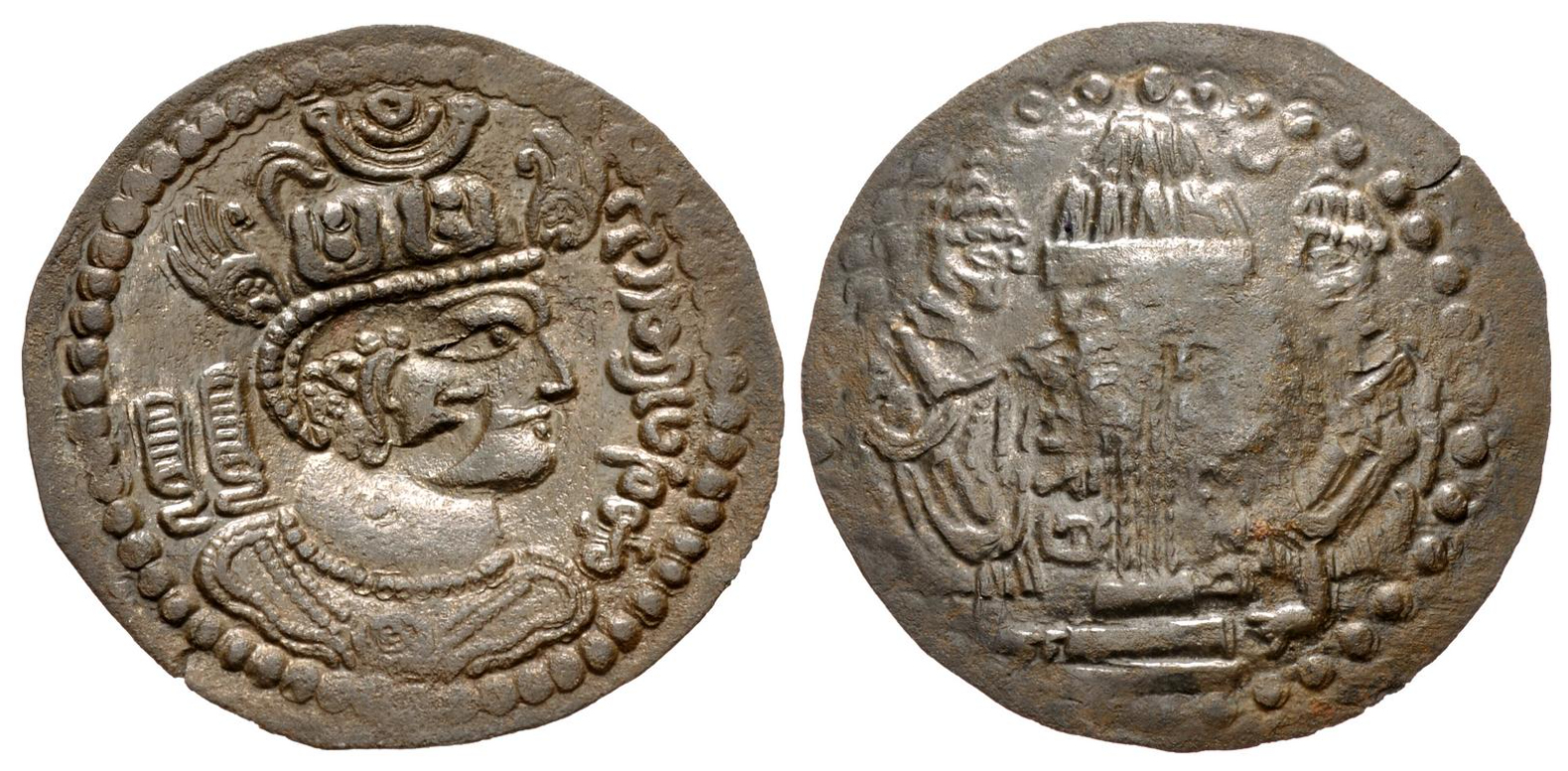
Монета западных тюрков. Шахи тегин. После 679 года, Бактрия

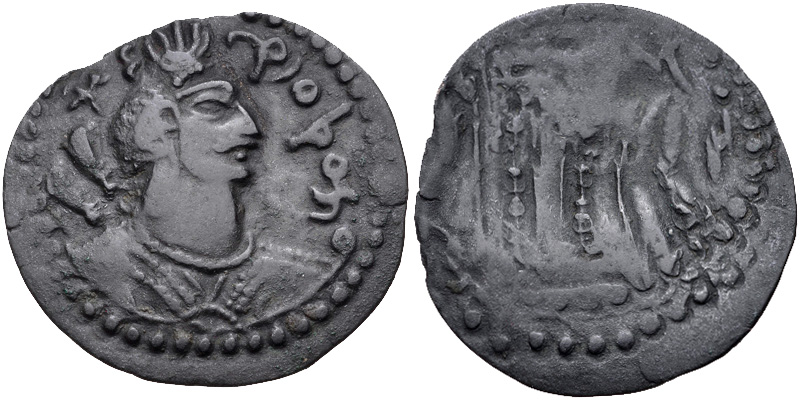
Ранняя монета Тегин-шаха, конец VII века

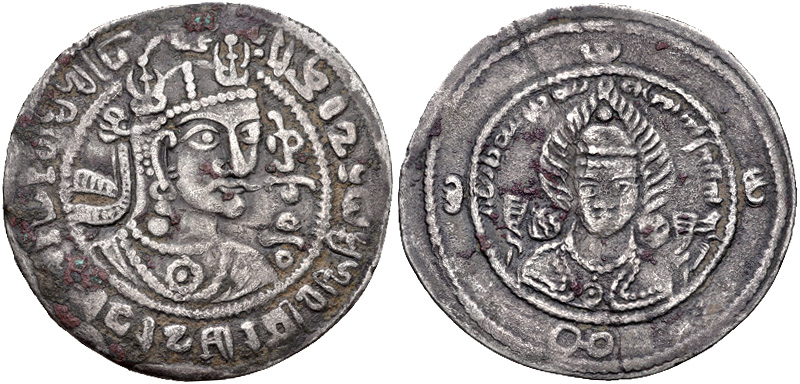
Трёхъязычная монета Тегин-шаха с изображением бога Аттара, 728 год

В 698 году вождь племенного союза тюргешей — Ушлик (Уч-элиг) основал новое тюркское государство — Тюргешский каганат (698—766) — которое простиралось от Шаша (Ташкента) до Турфана и Бешбалыка. Семиречье, бассейны рек Или, Чу и Талас.

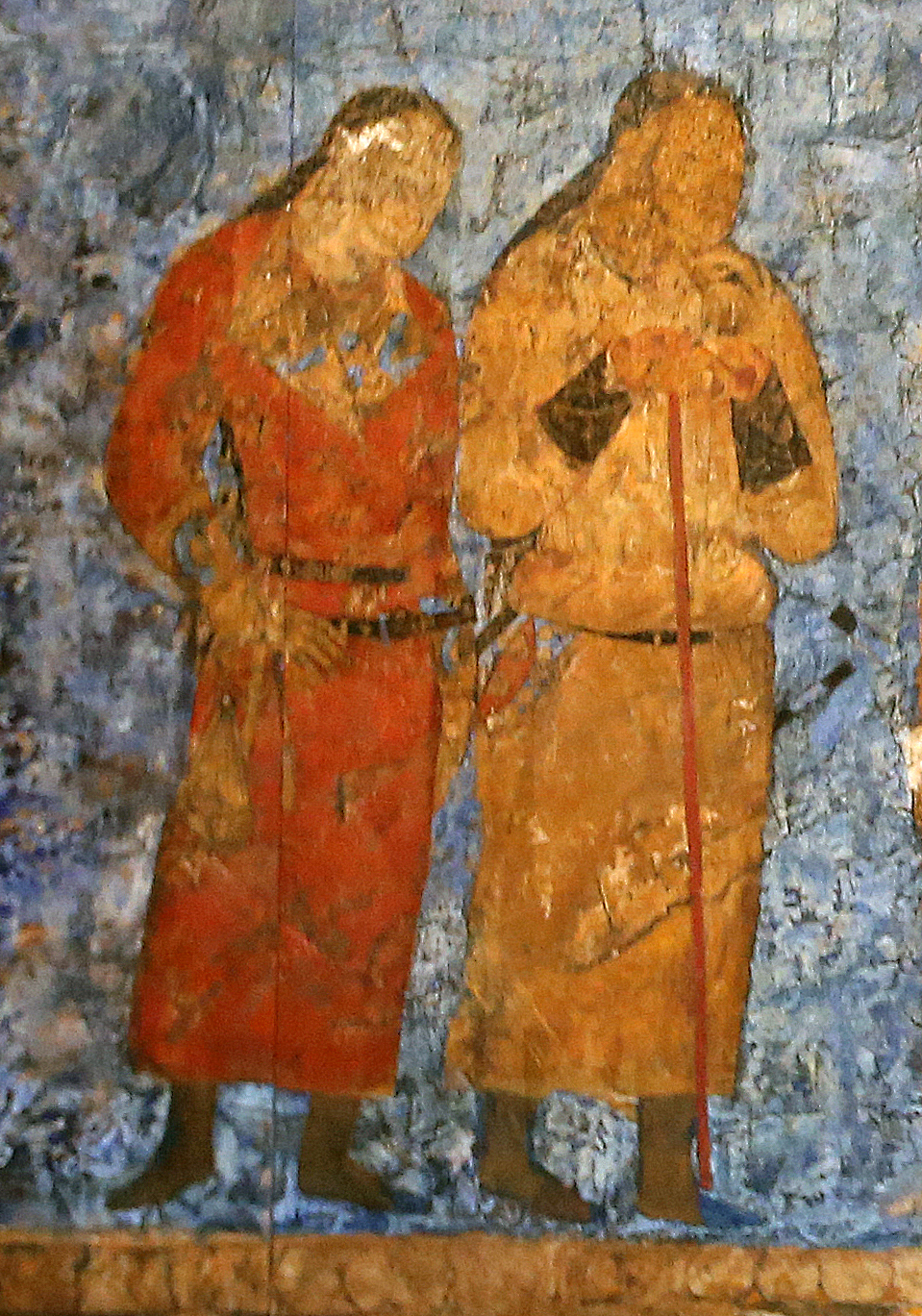
Тюркские чиновники в живописи Афрасиаба, Самарканд, 650 год

Древнетю́ркское письмо́ (орхо́но-енисе́йская пи́сьменность) — письменность, применявшаяся в Центральной Азии для записей на тюркских языках в VII—X веках. Древнетюркская письменность использовалась литературным языком (наддиалектный койне) того времени, который также называется языком орхоно-енисейских надписей.
Памятники, написанные древнетюркским письмом в основном эпиграфические, небольшое число рукописей, сохранились в Восточном Туркестане, были созданы в тех областях Центральной и Средней Азии и Сибири, Монголии, в которых в Раннем Средневековье располагались государственные образования восточных и западных тюрков, тюргешей, карлуков, древних уйгуров и др.
Первым тюркским поэтом, писателем и историком был Йоллыг тегин (конец VII—начало VIII веков), который был автором памятных надписей в честь тюркских каганов Кюль-тегина, Бильге-кагана, Кутлуг Ильтерес-кагана. В надписях отразились культурный уровень тюрок, их литература, исторические знания.
В VII—VIII веках источники фиксируют названия ряда тюркоязычных племён в Центральной Азии: тюрки, кумиджии, карлуки, халаджи, аргу, тюргеши, чолы. Одним из древних тюркоязычных племен были карлуки, которые уже в VI веке жили в среднеазиатских оазисах. В Бактрии наряду с ираноязычным населением жило тюркоязычное население VII—VIII веков, в бактрийских документах упоминаются тюркские термины: каган, тапаглиг элтабир, тархан, тудун, имена Кутлуг Тапаглиг Бильга савук, Кера-тонги, Тонгаспар, тюркские этнические названия: халач, тюрк.
Тюркскими правителями оазисов Центральной Азии в середине VIII века была выпущена группа тюрко-согдийских монет, например в Бухарском оазисе с надписью «владыки хакана деньга». Известными правителями согдийского Пенджикента в VII—VIII веках были тюрок Чекин Чур Бильге и Диваштич, а также выпускались монеты тюрков-халачей, тюргешей, тухусов. Л. С. Баратова выделяет следующие типы монет тюрков: с надписью «господина хакана деньга», «тудун Сатачар», с надписью в правитель Турк (VII в). Тюркские правители Ферганы выпускали монет следующих типов: с надписью «тутук Алпу хакан» или «Тутмыш Алпу-хакан»; с надписью «хакан». О. И. Смирнова считала, что тюркскими правителями Бухарского оазиса в середине VIII века была выпущена группа тюрко-согдийских монет с надписью «владыки хакана деньга».
На территории Ферганской долины обнаружено более 20 рунических надписей на древнетюркском языке, что говорит о наличии у местного тюркского населения в VII—VIII веках своей письменной традиции. Л. Н. Гумилёв, основываясь на этнографических исследованиях Б. X. Кармышевой, называет племя тюрков, ныне входящих в состав узбеков, прямыми потомками тюркютов в Средней Азии.
После распада Тюркского каганата в 603 году территории современного Узбекистана вошли в состав Западно-тюркского каганата, расположенного от Чёрного моря и Дона до восточных отрогов Тянь-Шаня и северо-восточной Индии. Ядром государства был район Семиречья, населённый племенами дулу, и Западный Тянь-Шань с племенами нушиби. Управлялся каганами из династии Ашина. В 658 году каганат был захвачен китайской империей Тан. Китайская империя разделила каганат на две части. С этого момента единый каганат перестал существовать. В 698 году к власти на территории каганата пришли тюргеши.
Тюргешский каганат (698—766) был тюркским государством, которое простиралось от Шаша (Ташкента) до Турфана и Бешбалыка. Семиречье, бассейны рек Или, Чу и Талас. Столица каганата — город Суяб, малая ставка — Кунгут.
Их всех кочевых центральноазиатских народов туркмены раньше всех упоминаются на территории Согда. Танская энциклопедия Туньдянь (VIII век н. э.) содержит информацию, согласно которой страна под названием Су-де (Suk-tak — Согдак согласно Ф. Хирту, что, вероятнее всего, соответствует Согду (Согдиане)), которая имела торговые и политические отношения с Империей Тан в V веке н. э., также называется T'ö-kü-Möng («страна туркмен»)). В согдийских хозяйственных документах первой четверти VIII века также упоминаются туркмены.

### Арабский халифат и мусульманские государства Саманидов, Караханидов и Хорезмшахов
В VIII веке ислам стал распространяться в регионе. Постепенно Арабский халифат получил контроль над огромными территориями региона. Однако над территориями, завоёванными Кутейбой ибн Муслимом, арабы вскоре потеряли контроль. Причинами этого были народные восстания и экспансия Тюргешского каганата. Лишь в 738 году, пользуясь междоусобицей в каганате, арабы захватили Согд и подавили сопротивление в Самарканде, Ташкенте и Отраре.
С 670-х годов арабы начали вторгаться в среднеазиатские земли между Сырдарьей и Амударьей, которые они называли Мавераннахр. С 705 года арабы начали войну с тюргешами, которые поддерживали согдийские государства. Тюргешский каган Ушлик (Уч-элиг) (698—708) заключил союз с Согдом и дважды разбил арабов под Пайкендом и Бухарой. Только разногласия между тюргешами и согдийцами позволили арабам отступить и избежать полного разгрома. Однако успех этот оказался недолог.
В 709—712 годах арабский полководец Кутейба ибн Муслим завоевал основные центры региона — Бухару, Хорезм и Самарканд. Восстания местного населения были подавлены (в 720—722 годах в Согде, в 720-х и 734—737 годах вновь в Согде и Хорасане, в 776—783 годах восстание Муканны, в 806—810 годах — восстание Рафии ибн Лейса в Согде), и территория современного Узбекистана оказалась в составе Арабского халифата. Арабы принесли с собой ислам и обратили в него жителей Согда и Хорезма.
После арабского завоевания культура и экономика региона претерпела изменения. Регион стал частью исламской цивилизации, для начального этапа которой было характерно развитие науки, юриспруденции, литературы, архитектуры, искусства. В Средней Азии началось строительство мечетей. Зороастризм и буддизм уничтожались, но сохранялись христианство и иудаизм. Арабский язык стал государственным, власти способствовали развитию торговли и укреплению связей региона с другими странами Ближнего и Среднего Востока. Росли города Самарканд, Бинкент (Ташкент), Термез, Бухара. Первым центром развития бумажного производства был город Самарканд. Это производство начало развиваться в середине VIII века, после того как в 751 году в решающем сражении арабы победили китайцев и от пленных мастеров переняли опыт производства бумаги и вскоре его усовершенствовали. Создание крупнейших научных центров в Багдаде и Дамаске позволило создать условия для научной работы ученым-мусульманам из Бухары, Хорезма, Фараба, Несефа, Термеза и других городов. На арабский язык были переведены сотни книг мировой научной мысли древней Греции, Рима, Египта и Индии. На этой основе сформировалась новая научная мусульманская элита Центральной Азии, представленная Мухаммедом ал-Хорезми, Ахмедом ал-Фергани, Мухаммедом Исмаилом аль-Бухари, Абу Иса Термези и другими.
Мухаммад ибн Муса аль-Хорезми (783—850) впервые в истории Центральной Азии написал сочинение по всемирной истории. Его «Книга истории» («Китаб ат-та’рих») сохранилась лишь в отрывках. Цепь извлечений из «Книги истории» позволяет установить, что сочинение ал-Хорезми было написано в форме анналов, то есть летописи. События в ней излагались последовательно, по годам. Например, он приводил сведения о времени рождения Александра Македонского. О датах рождения, начала «пророческой» деятельности и смерти основателя ислама Мухаммада. О смерти Мухаммада, начале правления халифа Абу Бакра, военных действиях арабов против Византии и Ирана в 631—653 гг., о завоевании арабами Сирии, Ирака, Ирана и Мавераннахра, о войне арабов с хазарами в 728—731 гг. «Книга истории» была завершена им около 830 г.
Абу́-ль-Абба́с А́хмад ибн Муха́ммад аль-Ферга́ни (798—861) астроном, математик и географ, в Европе был известен под латинизированным именем Alfraganus (Альфраганус). В Багдаде были выстроены две обсерватории, оснащённые лучшим по тем временам инструментарием. Группа астрономов: включая Ахмад аль Фергани, под руководством главы «Дома мудрости», математика и астронома Аль-Хорезми, за долгие годы сделала большое количество открытий, среди которых: расчёт величины земного меридиана, вычисление окружности Земли, составление зижды (таблицы звездного неба). Аль-Фергани работал над конструированием астролябии — прибора для определения местоположения небесных тел и расстояний между ними. В 861 году восстановил нилометр на острове Рауда близ Каира. Данный прибор, служащий для расчета многоводности Нила и прогнозирования паводков, использовался при проектировании Асуанской плотины и не потерял актуальности до наших дней, являясь одной из достопримечательностей столицы Египта.

Территория Саманидского государства после смерти Насра II в 943 году

Абу́ Наср Муха́ммед ибн Муха́ммед Ибн Тархан ибн Узлаг аль-Фараби́ (870 или 872—950-951-Дамаск, совр. Сирия), родился в присырдарьинском городе Фарабе (Отрар). Он был тюркским философом, математиком, теоретиком музыки. Он является одним из крупнейших представителей средневековой восточной философии. Аль-Фараби — автор комментариев к сочинениям Аристотеля (отсюда его почётное прозвище «Второй учитель») и Платона. Его труды оказали влияние на Ибн Сину, Ибн Баджу, Ибн Туфайля, Ибн Рушда, а также на философию и науку средневековой Западной Европы.

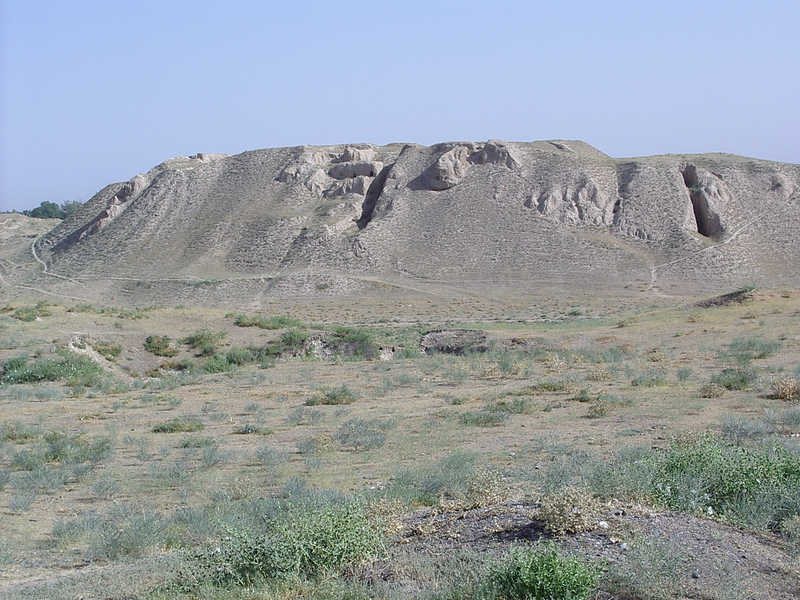
Руины резиденции тюркской династии Караханидов, XI — начало XIII в., городище Афрасиаб, Самарканд

В IX—X веках Мавераннахр и Хорасан входили в состав государства Саманидов. Десятки поэтов, писавших по-арабски, творили в столице государства. Известным поэтом и музыкантом при Саманидах был Рудаки — таджикский и персидский поэт, певец. Считается «отцом персидской поэзии», который стоял у истоков литературы на этом языке.

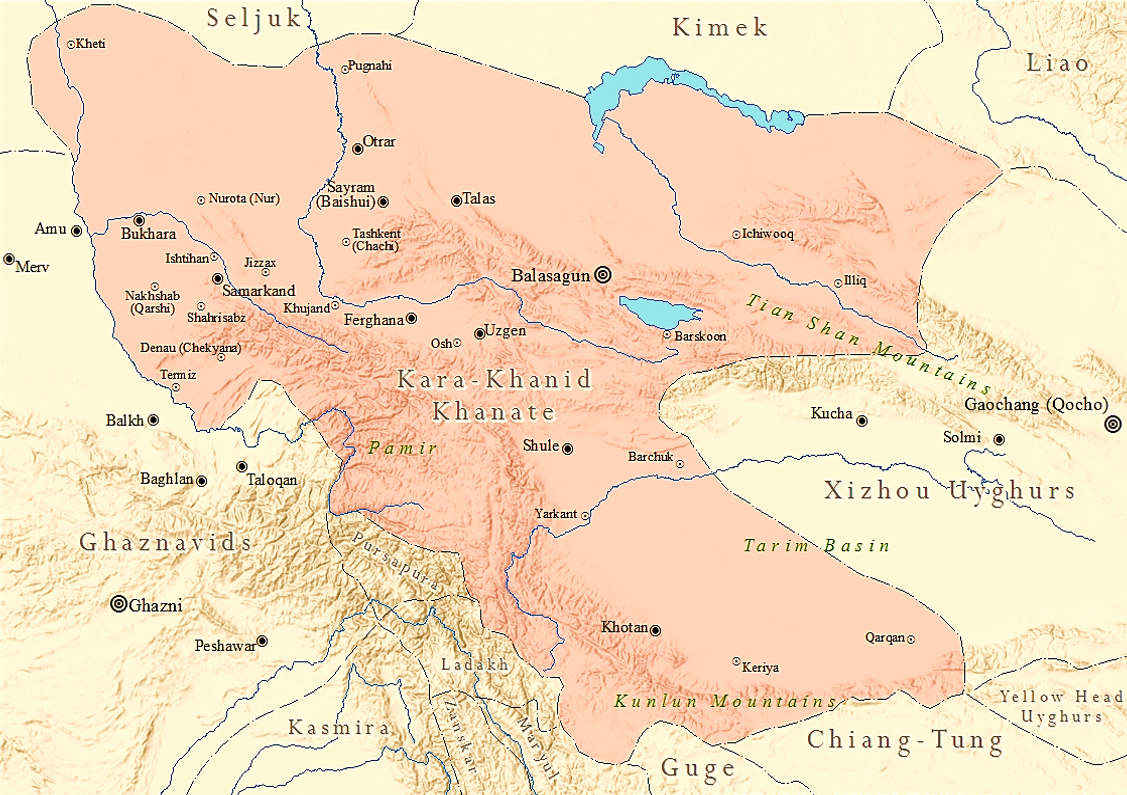
Карта Караханидского государства в границах 1006 года

После разгрома Уйгурского каганата в 840 году, выходец из знатного рода Эдгиш, который составлял часть племени чигилей, карлукский ябгу и правитель Исфиджаба Бильге-Кюль, открыто заявил о своих правах на верховную власть и принял титул «хан». При сыновьях Бильге-Кюля «Кара» Кадыра Арслан-хана (840—893) («Арслан» — лев — тотем чигилей) — Базире Арслан-хане (893—920) и Огулчаке Арслан-хане (893—940) присоединены области на территории Мавераннахра.
Караханиды гораздо больше, чем другие династии тюркского происхождения, имели в надписях на монетах тюркские титулы.

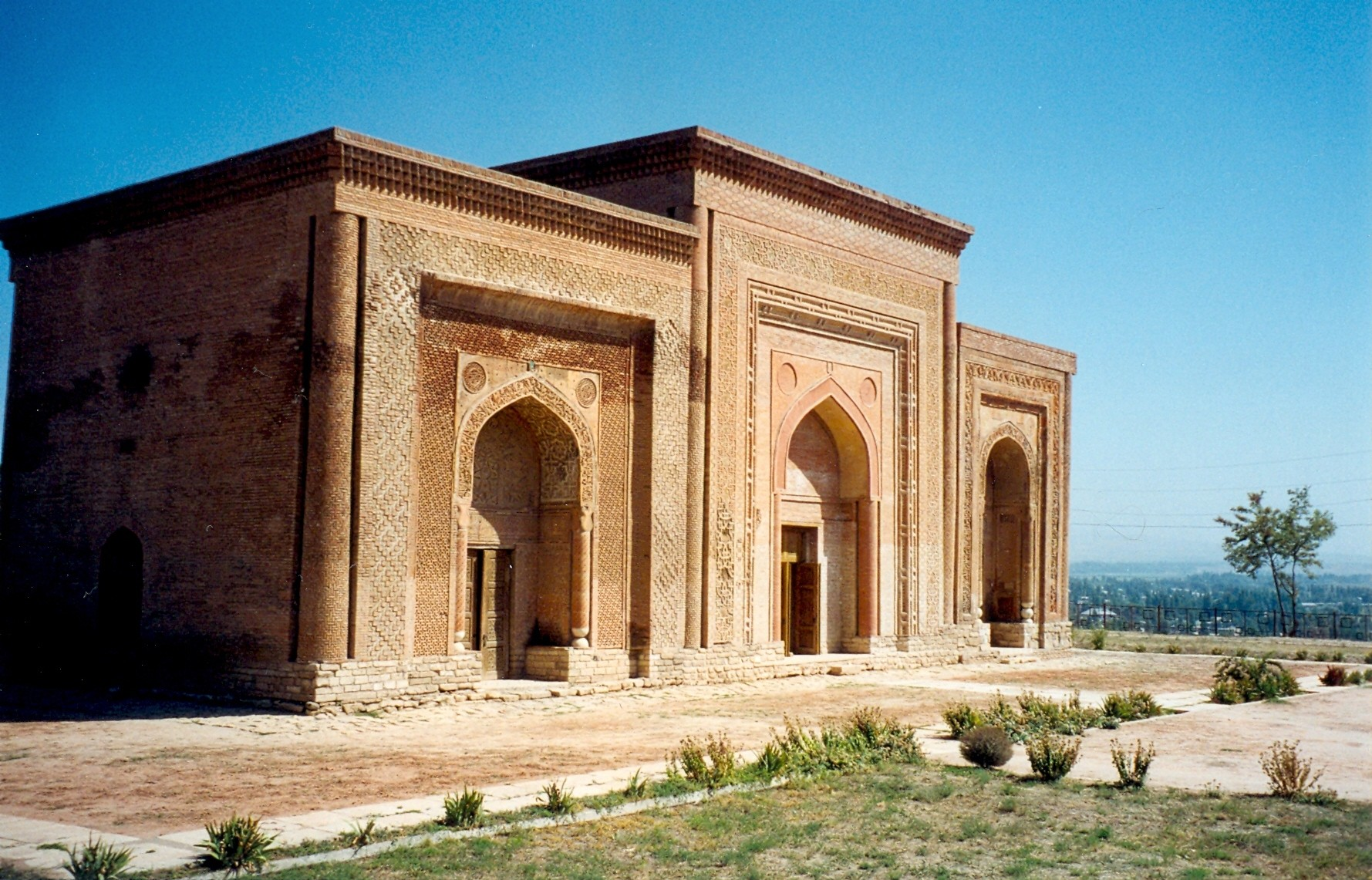
Узгенские мавзолеи Караханидов, Киргизия

Основателем Западного Караханидского каганата был Ибрахим Тамгач-хан (1040—1068). Он впервые на государственные средства возвёл медресе в столице — Самарканде и поддерживал развитие культуры в регионе. При нём, в Самарканде были учреждены общественный госпиталь и медресе, где велось обучение и по медицине. При госпитале была амбулатория, где получали медицинскую помощь больные, не нуждавщиеся в стационарном лечении. Врачебное дело в больнице Самарканда было на довольно высоком уровне. Ибрагим тамгач-хан беспощадно боролся с коррупцией и преступностью в государстве. Он установил строгий контроль за ценами на продукты на рынках страны. Его политику продолжал его сын Шамс аль мульк (1068—1080). Столицей государства оставался Самарканд. По приглашению Шамс аль мулька в Самарканд прибыл молодой поэт и ученый Омар Хайям, который здесь написал свои первые научные произведения, прославившие его на весь мир.
В 1078—1079 годах Шамс аль мульк построил большой караван-сарай Рабат Малик (недалеко от современного города Навои). Он же построил новую соборную мечеть в Бухаре и дворец Шамсабад.
Караханиды построили в Узгене, Самарканде и Бухаре ряд грандиозных архитектурных сооружений. Но в отличие от Бухары, где до наших дней сохранились постройки времён Караханидов (например, минарет Калян), в Самарканде остался только минарет в комплексе Шахи Зинда (остальные разрушил Чингисхан). В эпоху Караханидов в Самарканде жил выдающийся среднеазиатский мыслитель, учёный философ, теолог-богослов, исламский законовед-фикх Бурхануддин аль-Маргинани (1123—1197).
Наиболее ярким памятником эпохи Караханидов в Самарканде был дворец Ибрахим ибн Хусейна (1178—1202), который был построен в цитадели в XII веке. При раскопках были обнаружены фрагменты монументальной живописи. На восточной стене был изображён тюркский воин, одетый в жёлтый кафтан и держащий лук. Здесь же были изображены лошади, охотничьи собаки, птицы и периподобные женщины.

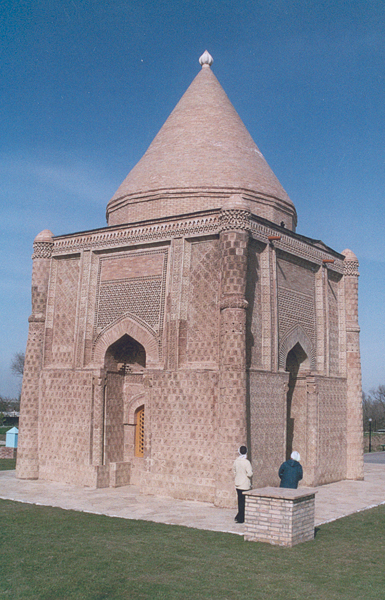
Мавзолей Айша-биби около Тараза

От эпохи Караханидов сохранились древние памятники в Бухаре: минарет Калаян, мечети Магоки-Аттари и Намазгох, и Турк-и Джанди (квартальный и суфийский центр). В 1119 году на фундаментах Намазгоха караханид Шамс ал-мулк отстроил новое здание праздничной мечети, сохранившееся в перестроенном виде до наших дней.
В эпоху Караханидов при правлении Арслан-хана (1102—1130) был построен один из шедевров бухарского зодчества — минарет Калян (1127—1129 годы). В юго-западной части «Внутреннего города» он выкупил жилой квартал и отстроил здесь пятничную мечеть (закончена в 1121 году), известный ныне как мечеть Калян.
В XII веке Бухарский оазис становится одним из центров суфизма в Центральной Азии. Одним из известных суфиев этого периода был Абдул-Халик Гидждувани.

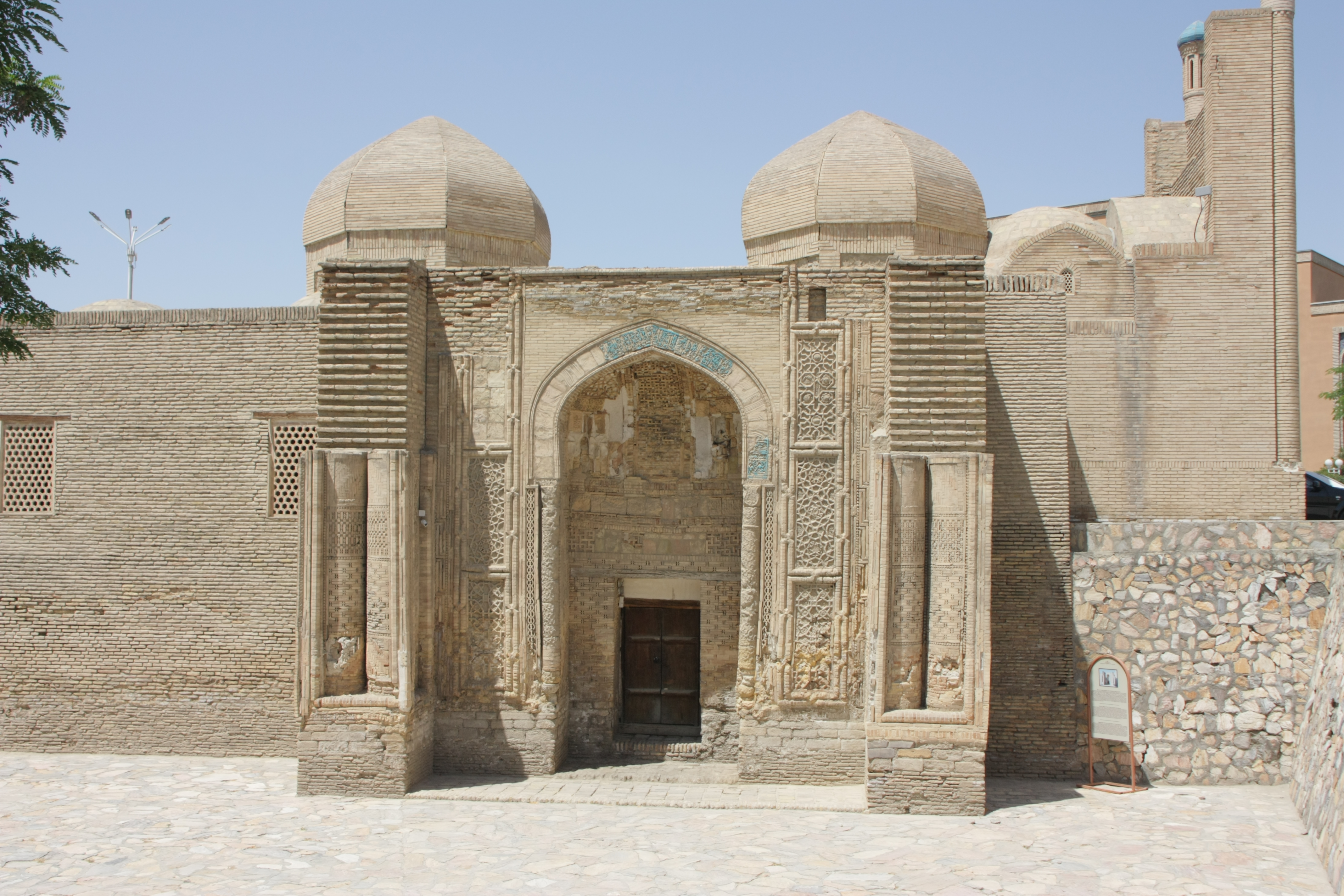
Мечеть Магоки-Аттари в Бухаре эпохи Караханидов.

Государство Хорезмшахов — название центральноазиатского государства Хорезм, принятое в востоковедении, находившееся в низовьях Амударьи и управлявшееся династией Ануштегинидов. Хорезмшахи правили значительной частью Средней Азии и Ирана приблизительно с 1077 по 1231 год, сначала как вассалы сельджуков и каракитаев, а затем как независимые правители, вплоть до монгольского вторжения в Хорезм в XIII веке. Государство занимало 2,3 (или 3,6) миллиона квадратных километров. Наивысшего расцвета достигло в начале XIII века при Ала ад-Дине Мухаммеде II. Правители Хорезма носили титул Хорезмшах. Государство Хорезмшахов пало от монголов Чингизхана.

## Миграции центральноазиатских тюрок в другие регионы мира
Ферганский тюрок Джефф (умер в 861 году) основал династию Ихшидидов в Египте и Сирии в период распада халифата.
Тулуниды — первая фактически независимая от Халифата египетская династия тюркского происхождения. Государство было основано Ахмед ибн Тулуном (868—884), который был родом из тюркского племени токузогузов.

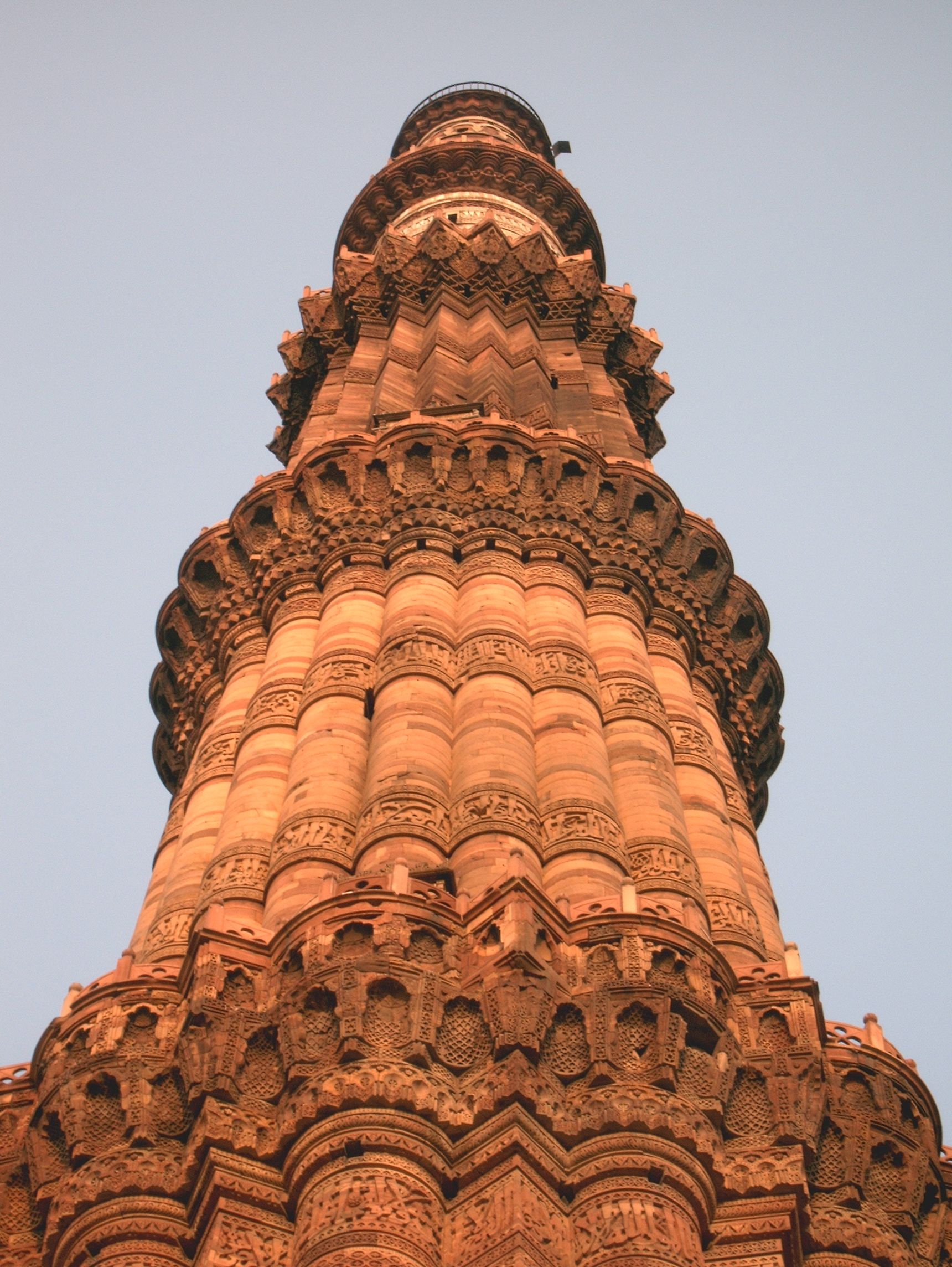
Башня минарета Кутб Минар в Дели

Кутб ад-Дин Айбак — (1206—1210) тюркский правитель Северо-Западной Индии, перенёс столицу в Дели, где построил Кутб-Минар и мечеть «Кувват-уль-Ислам» (Quwwat Al Islam). По происхождению он был среднеазиатским тюрком, и стал первым султаном Делийского султаната и основателем мамлюкской династии Дели.
В Делийском султанате правила тюркская династия Хильджи (Хальджи, Хилджи, Халджи) — (с 1290 по 1320 год). Такое название династия получила по названию тюркского племени из Средней Азии — халаджей, из которого происходил основатель династии Джалал ад-Дин Фируз (1290—1296).

## Центральная Азия в XIII—XIV веках

Карта монгольских завоеваний, которые привели к гибели сотен тысяч мирного населения в мире

В 1207 году Чингисхан объединил всех монголов. Используя кочевые войска и военную технику, заимствованную у китайцев, он создал Монгольскую империю — крупнейшее сухопутное государство мира. Монгольское завоевание Средней Азии под руководством Чингисхана проходило в два этапа. Основной поход был направлен против государства Хорезмшахов. В 1218 году монголы разгромили своего старого противника Кучлука, ставшего незадолго до этого гурханом Кара-киданьского государства, причём кара-киданьская территория была поделена между Монгольской империей и Хорезмом. К осени 1219 года началась война с Хорезмом, которая продолжалась до весны 1223 года. В этот период была завоёвана основная часть государства Хорезмшахов от Инда до Каспийского моря. Последний Хорезмшах Джелал ад-Дин Мангуберди, ещё несколько лет оказывавший сопротивление монголам, в конце концов был побеждён и погиб в 1231 году.
После смерти Чингисхана в 1227 году большая часть Центральной Азии продолжала находиться под властью Чагатайского улуса.
Важным изменением в период с XV века по XVI век стало развитие мореплавания. Европейцы, отрезанные от Великого шёлкового пути исламскими государствами, стали больше торговать с Азией по морю. Разобщённость центральноазиатских ханств также сделала торговлю и путешествия по данному пути сложными. Переломным моментом стало изобретение пороха.

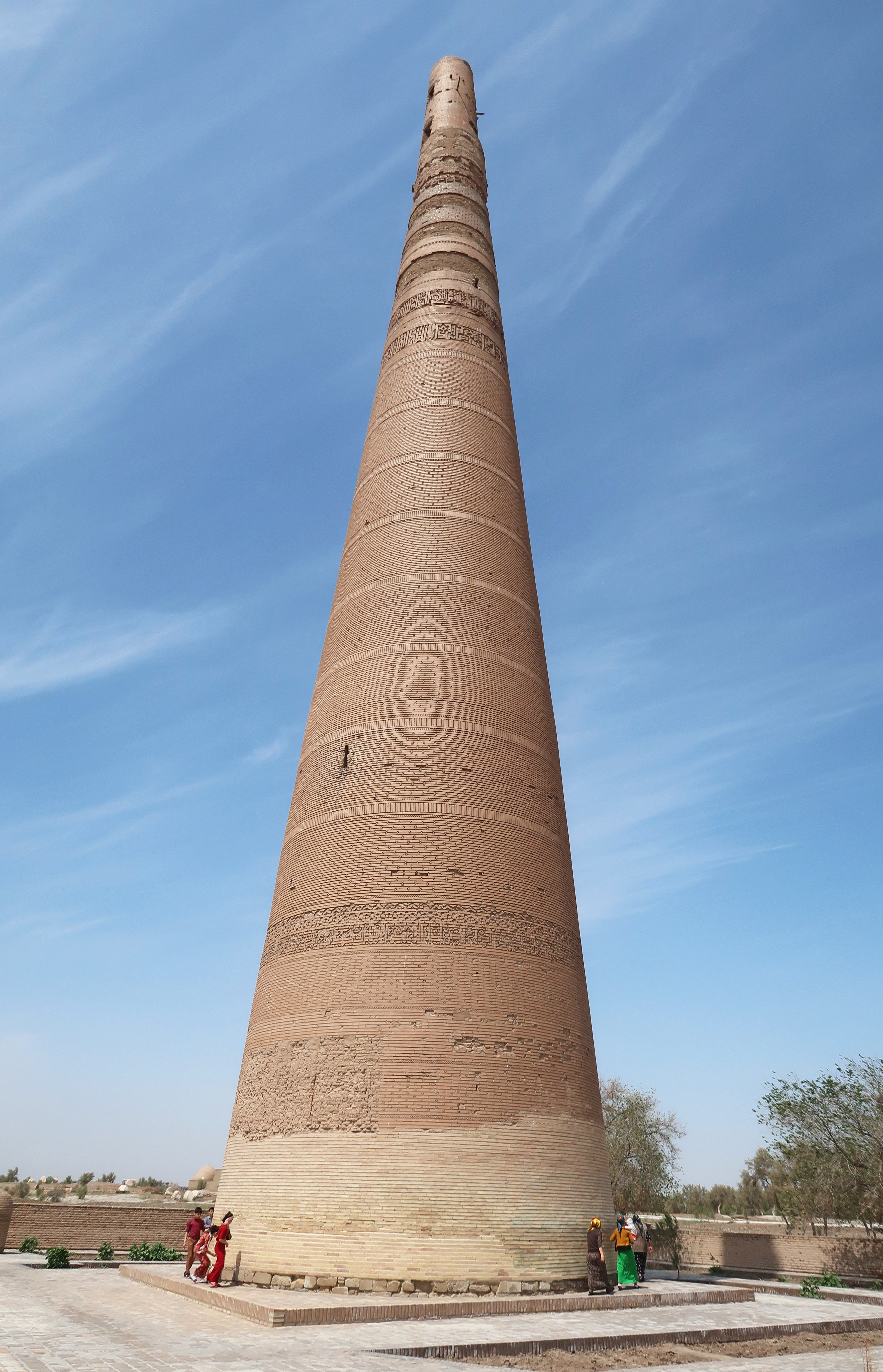
Минарет Кутлуг-Тимура — самый высокий средневековый минарет Средней Азии, Кёнеургенч, Туркменистан

## Эпоха Тимура и Тимуридов
Империя Тимуридов была создана Тимуром на территории современных республик: Узбекистана, Таджикистана, Кыргызстана, Южного Казахстана, Туркменистана, Ирана, Афганистана, Пакистана, Северной Индии, Ирака, Армении и Азербайджана. В 1370 году в Балхе состоялся курултай, избравший Тамерлана эмиром Турана. Ядром государства стали территории Узбекистана, Туркменистана, Таджикистана и северного Афганистана. В 1376 году Империя Тамерлана поглощает Хорезм, а в 1384 — Сеистан и Забулистан (юго-западный Афганистан). К 1393 году юго-западные владения Тамерлана достигают Багдада. В 1395 году его войско предпринимает поход против Золотой Орды (Дешт-и-Кипчак), а в 1398 году — против Делийского султаната. В 1401 году войска Тамерлана захватывают Дамаск, а в 1402 году наносят поражение турецкому султану, в результате которой в Самарканд привозят трофейный Коран Усмана.
Историк Тимуридов, Шараф ад-дин Али Йазди отмечал, что название страны Амир Тимура было Туран. В Карсакпайской надписи 1391 года, сделанной уйгурским письмом на чагатайском языке, Тимур приказал выбить название своего государства: Туран. В оригинале выбито, в частности «…султан Турана Тимур-бек поднялся с тремя сотнями тысяч войска за ислам на булгарского хана Токтамыш-хана..» (Туроннинг султони Темурбек уч юз минг черик бирла ислом учун Туктамиш хон булгар хонига юриди…).
В государствах Тимуридов в документации использовались только два языка: персидский и чагатайско-тюркский. Чагатайско-тюркский язык был родным для Тимуридов.

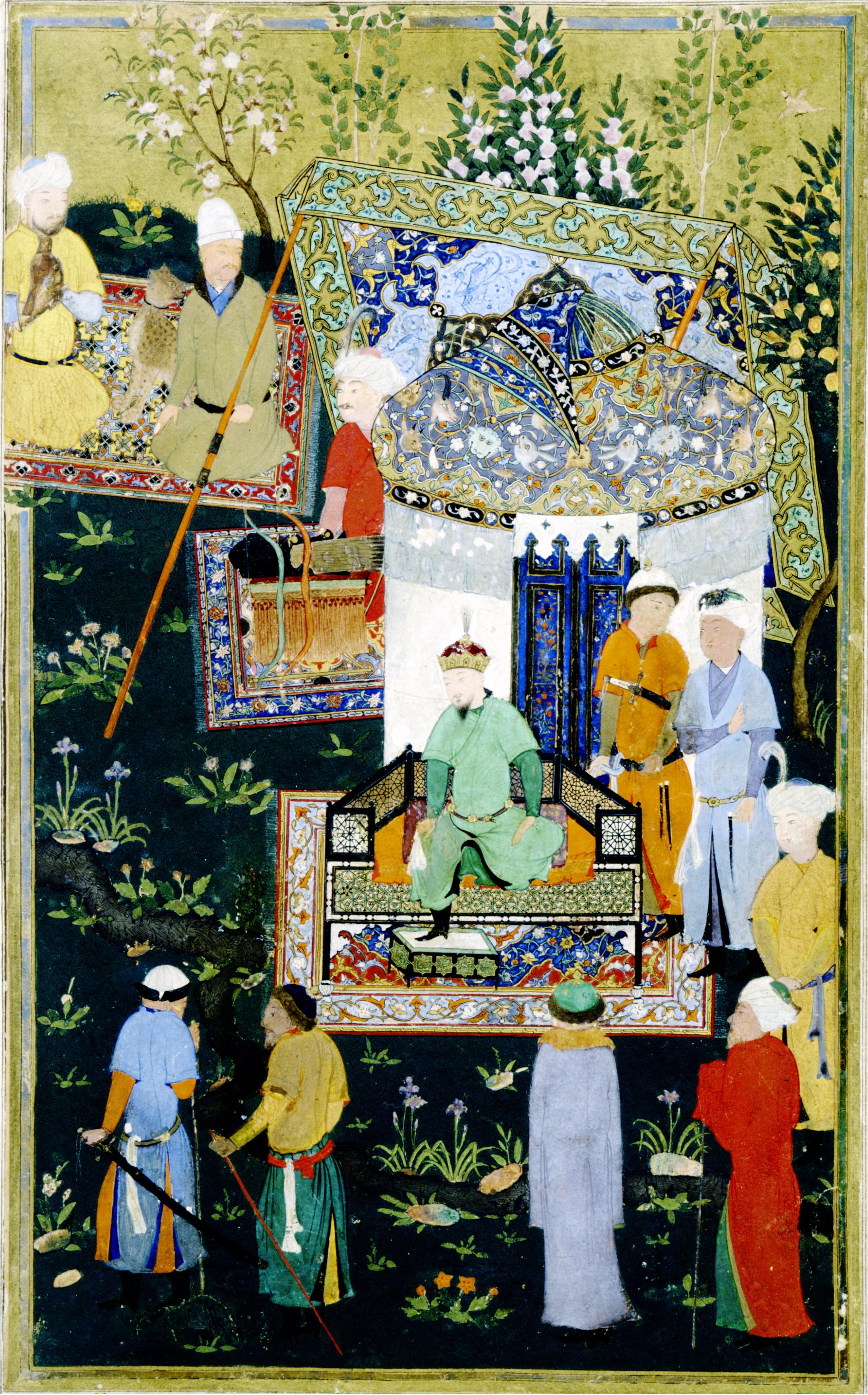
Тамерлан дает аудиенцию по случаю своего вступления на престол

Юридические документы государства Тимура были составлены на двух языках: персидском и тюркском. Так, например, документ от 1378 года, дающий привилегии потомкам Абу Муслима, жившим в Хорезме, был составлен на чагатайском тюркском языке.
В 1398 году сын Тимура Миран-шах приказал составить официальный документ на тюркском языке уйгурским шрифтом. Внук Тимура Искандар Султан-мирза (1384—1415) имел двор включавший группу поэтов, например, Мир Хайдара, которого Искандар призвал писать стихи на тюркском языке. Благодаря покровительству Искандар Султана была написана тюркская поэма «Гуль и Навруз».
В 1405 году к власти в Мавераннахре пришел внук Тимура, сын Миран-шаха — Халиль-Султан. Младшему сыну Тимура Шахруху (1409—1447) удалось сохранить Хорасан, Афганистан и Мавераннахр. Он перенес столицу в Герат, а правителем в Самарканде назначил своего сына Улугбека, видного ученого, вызывавшего недовольство в кругах консервативного духовенства.
В 1417—1420 годах Улугбек построил в Самарканде медресе, которое стало первым строением в архитектурном ансамбле Регистан. В это медресе Улугбек пригласил большое количество астрономов и математиков исламского мира. Другие два медресе были построены в Бухаре и Гиждуване. На портале его бухарского медресе сохранилась надпись (хадис пророка Мухаммада): «Стремление к знанию есть обязанность каждого мусульманина и мусульманки». Вообще, все многочисленные надписи на медресе призывают людей к занятиям науками.

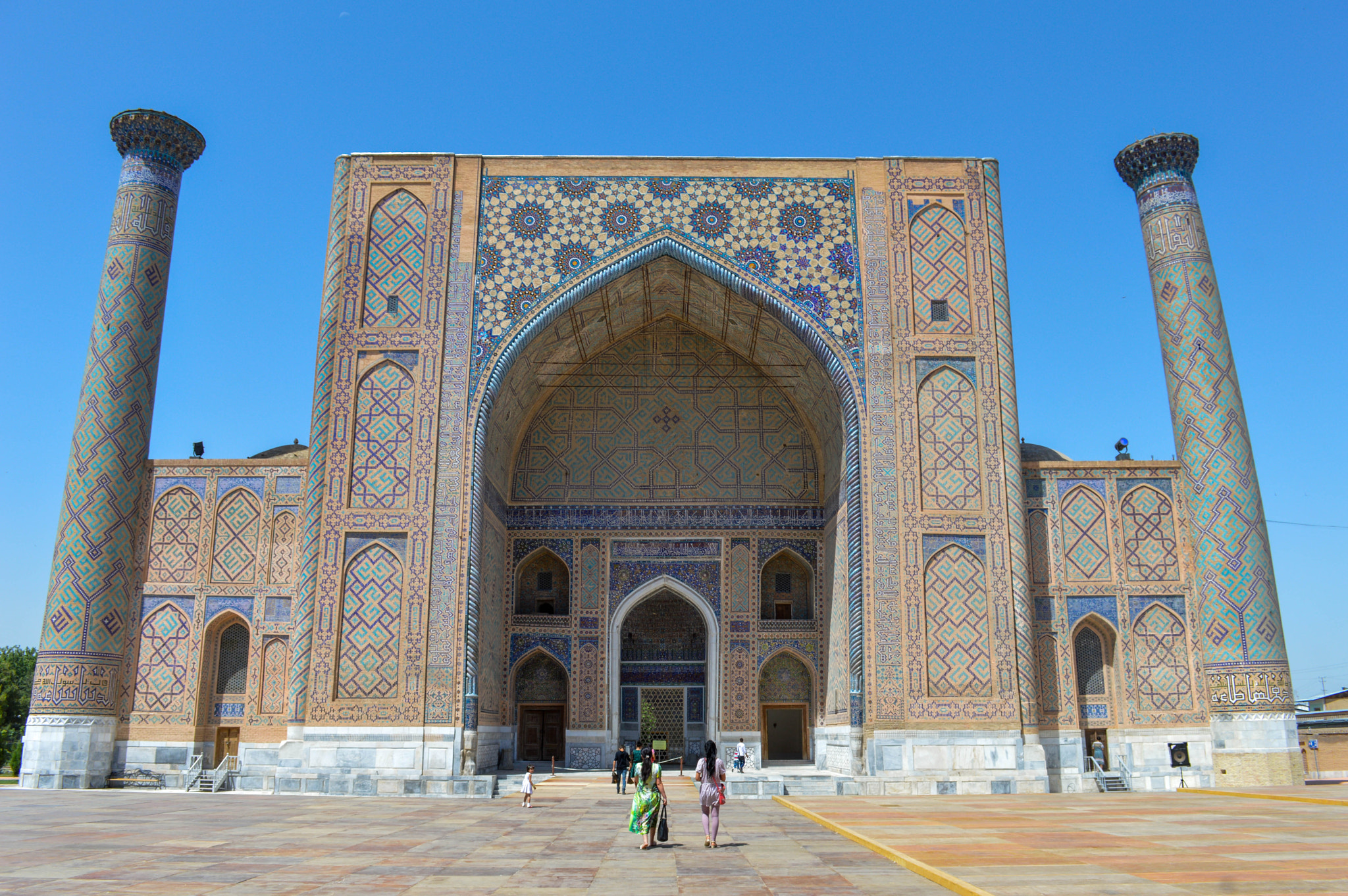
Медресе Улугбека в Самарканде, Узбекистан

При Улугбеке Самарканд стал одним из мировых центров науки средневековья. Здесь, в Самарканде первой половины XV века, вокруг Улугбека возникла целая научная школа, объединившая видных астрономов и математиков — Аль-Каши, Казизаде Руми, Али ал-Кушчи. В Самарканде в то время жили историк Хафизи Абру, написавший замечательный труд по истории Средней Азии, знаменитый медик Мавлоно Нафис, поэты Сиражиддин Самарканди, Саккаки, Лутфи, Бадахши др.
Основным интересом Улугбека в науке была астрономия. В 1428 году было завершено строительство обсерватории Улугбека, главным инструментом которой был стенной квадрант с радиусом 40 метров и с рабочей частью от 20° до 80°, которому не было равных в мире. Главным научным трудом Улугбека по праву считаются «Зиджи джадиди Гурагани» или «Новые Гурагановы астрономические таблицы». Автор завершил это произведение в 1444 году после тридцати лет кропотливой работы и астрономических наблюдений. Астрономический справочник вскоре был переведен на латинский язык и наряду с «Альмагестом» Клавдия Птолемея и астрономическими таблицами кастильского короля Альфонса X являлся пособием по астрономии во всех обсерваториях Европы.
Усиление статуса и роли тюркского языка в эпоху Тимура и Тимуридов привело к появлению гениев тюркской литературы: Лютфи и Алишер Навои. Навои оказывал протекцию и поддерживал материально учёных, мыслителей, художников, музыкантов, поэтов и каллиграфов. При нём в Герате формируется кружок учёных и творческих людей, в который, в числе прочих, входили он сам, Джами, султан, писавший стихи под псевдонимом Хусайни, историки Мирхонд, Хондамир, Васифи, Давлятшах Самарканди, художник Кемаледдин Бехзад, архитектор Кавам ад-Дин Ширази. По инициативе Навои и под его руководством в Герате велось строительство: на берегу канала Инджил возведены медресе, ханака, библиотека, больница. Навои возвел мечеть и медресе, получившее название Ихласийа. Медресе было разделено на две половины: восточную и западную, в каждую было назначено по одному преподавателю, из которых один читал курс законоведения (фикх), а другой — курс хадис (изречения пророка). Каждый преподаватель должен был обучать по одиннадцати учащихся. Против медресе было построено здание где чтецы Корана должны были постоянно читать священную книгу. Это здание получило название Дар ал-хуффаз (Дом чтецов Корана). С южной стороны медресе, была сооружена ханака, где неимущим ежедневно раздавалась бесплатно пища, а раз в году — и одежда. Около ханаки было построено здание, предназначенное для пятничной молитвы. Ханака получила название Хуласийа. Преподавателям медресе назначалось каждому в год по 1200 золотых и 24 мешка зерна. Студенты делились на три разряда по их успеваемости: шести лучшим назначалось по 24 золотых и 5 мешков зерна; восьми средним — по 16 золотых и 4 мешка; восьми наиболее слабым—по 12 золотых и 3 мешка. Ежегодно он раздавал нищим тысячу комплектов одежды. Им было построено 380 общественных зданий.
Тимуриды к середине XV века вели междоусобные войны, что дало возможность Абулхайр-хану - основателю Узбекского ханства. в восточной части даштикипчакских степей влиять на политическую жизнь государства Тимуридов в Мавераннахре. В 1451 году Абулхайр помог тимуриду Абу Саиду разбить другого тимурида Абдуллу и прийти к власти. В Самарканде он женился на дочери султана Мавераннахра астронома и астролога Улугбека. Дочь Улугбека Рабия Султан-бегим стала матерью его сыновей Кучкунджи-хана и Суюнчходжа-хана, которые позже управляли Мавераннахром. Умерла Рабия Султан-бегим в 1485 году, похоронена в своей гробнице в городе Туркестан. Одновременно Абулхайр-хан выдал свою дочь Хан-хаде бегим замуж за тимурида Абу Саида. Его внук от дочери и Абу Саида — тимурида Мухаммад Султан похоронен в фамильной усыпальнице Тимуридов Гур-Эмире в Самарканде. В 1460-х годах внук Мирзо Улугбека, племянник его дочери Рабии Султан бегим Мухаммад Джуки прибыл к Абулхайир-хану с просьбой об убежище, а позже просил помочь в борьбе с Абу Сеидом, который был в походе на западный Хорасан. В 1468 году к Абулхайр-хану прибыл друг Алишера Навои тимурид Султан Хусейн Байкара за помощью в борьбе за престол тимуридов в Хорасане, однако Абулхайр-хан был болен и не смог ему помочь.
Последний Тимурид Мавераннахра Захираддин Мухаммад Бабур — выходец из города Андижан, писал в своих мемуарах: «Жители Андиджана — все тюрки; в городе и на базаре нет человека, который бы не знал по-тюркски. Говор народа сходен с литературным». Стихи Бабура, написанные на тюркском, отличаются чеканностью образов и афористичностью. Главный труд Бабура — автобиография «Бабур-наме», первый образец этого жанра в исторической литературе, излагает события с 1493 по 1508 годы и с 1519 по 1529 годы, живо воссоздаёт детали быта знати, нравы и обычаи эпохи. Французский востоковед Луи Базан в своём введении к французскому переводу (1980 год) писал, что «автобиография (Бабура) представляет собой чрезвычайно редкий жанр в исламской литературе». «Мемуары Бабура написаны на той разновидности турецкого языка, которая известна под названием тюркского языка, являющегося родным языком Бабура», — писал английский востоковед Е. Дениссон Росс.

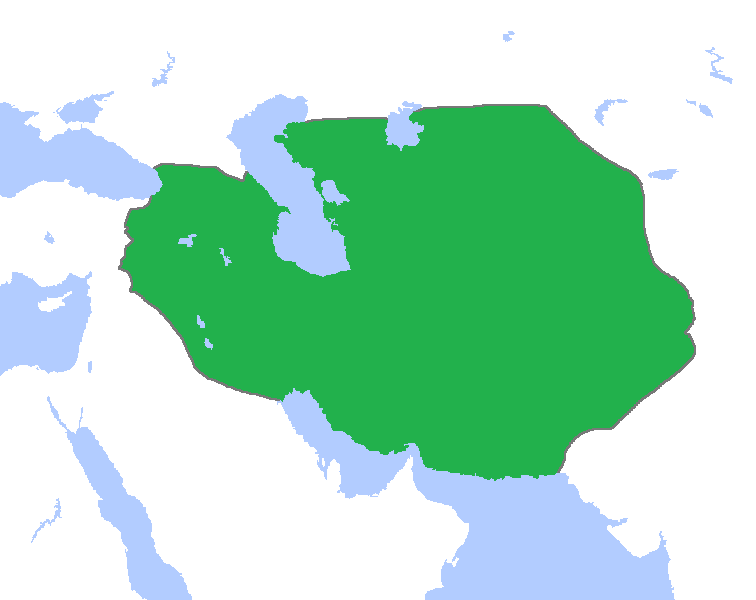
Империя Тимуридов в 1400 году

## Ханства XV―XIX веков

### Казахское ханство
Казахское ханство — государство на территории современного Казахстана и сопредельных с ним государств (1465/66—1847), образовавшееся в процессе распада Золотой Орды в 1465 году и Узбекского ханства в 1468 году. При Касым-хане Казахское ханство достигло наивысшего расцвета. После его смерти началась гражданская война, но уже при Хак-Назар-хане ханство было восстановлено в прежних границах. В XVII веке, в результате сопротивления внешней агрессии ханство разделилось на жузы — Старший (Ұлы жүз), Средний (Орта жүз) и Младший (Кіші жүз). При султане Абылай хане три жуза признали его ханом Казахского ханства. После его смерти ханство вновь распалось на три жуза, но уже хан Кенесары был провозглашён общеказахским ханом восстановленного Казахского ханства.

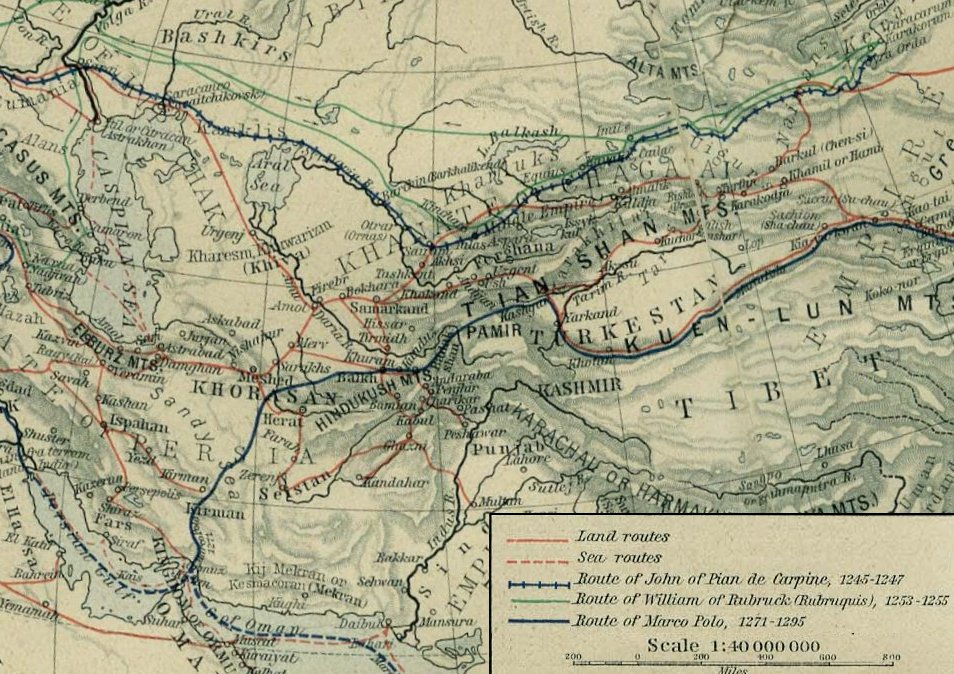
Карта с указанием основных торговых путей в Центральной Азии.

### Бухарское ханство

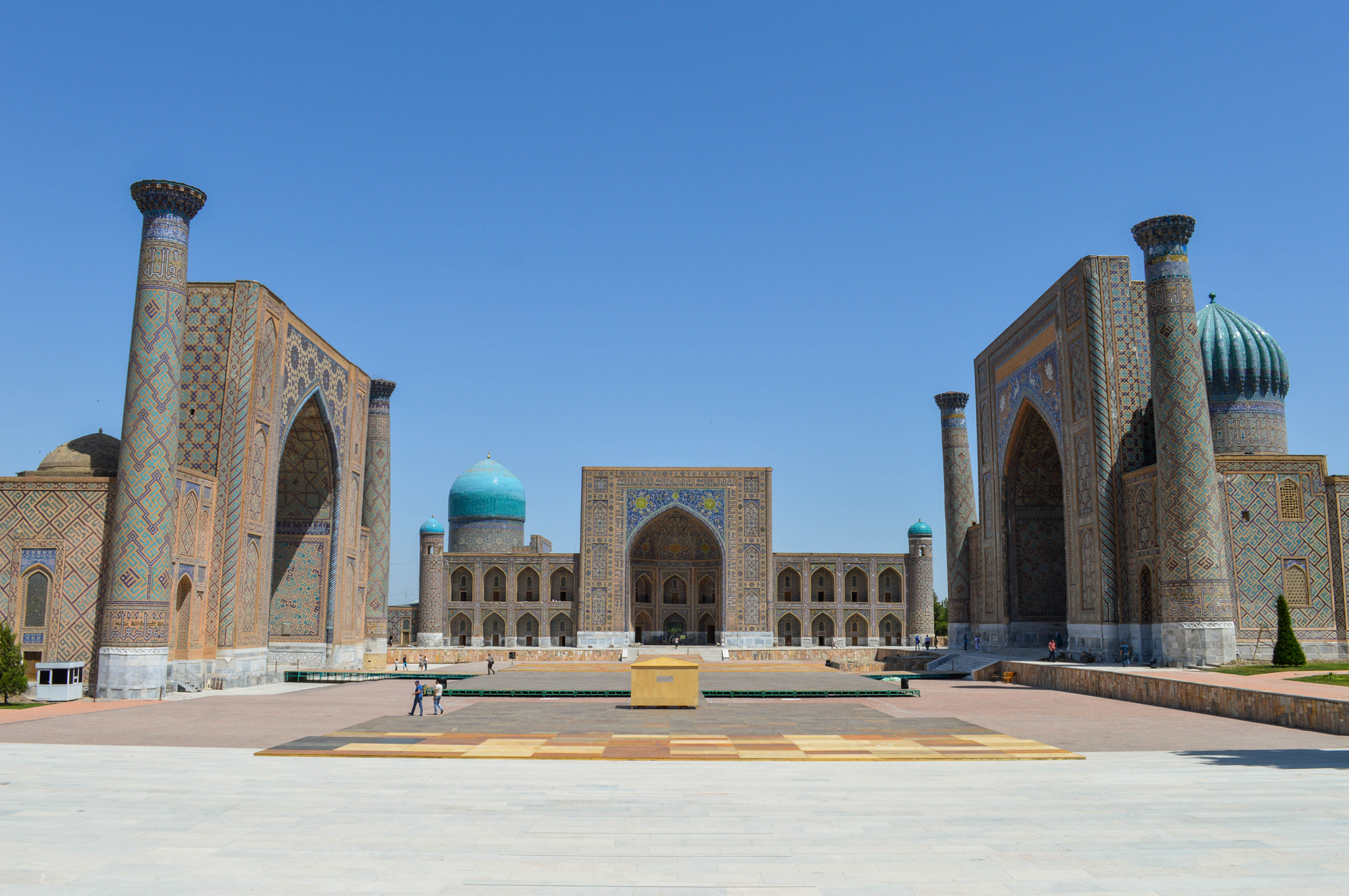
Медресе на площади Регистан в Самарканде

Бухарское ханство — узбекское государство, существовавшее с 1500 по 1785 год в Центральной Азии на территории современных Узбекистана, Таджикистана, Туркменистана, Казахстана, Афганистана, Киргизии, Ирана, Китая. Бухарское ханство, наряду с Хивинским ханством и Кокандским ханством, было одним из трёх узбекских ханств в Средней Азии.
Основателем нового ханства со столицей в Самарканде был Шейбани-хан, который писал стихи на среднеазиатском тюркском языке. Его сборник стихов, написанный на среднеазиатском тюркском литературном языке в настоящее время хранится в фонде рукописей Топкапы в Стамбуле. Рукопись его философско-религиозного произведения: «Бахр ул-худо», написанное на среднеазиатском тюркском литературном языке в 1508 году находится в Лондоне. Шейбани-хан написал прозаическое сочинение под названием «Рисале-йи маариф-и Шейбани» на среднеазиатском тюркском — чагатайском языке в 1507 году вскоре после захвата им Хорасана и посвящено сыну, Мухаммаду Тимуру (рукопись хранится в Стамбуле). В сочинении говорится о необходимости знания законов ислама, пользе этого знания для правителя.
При его племяннике Убайдулла-хане в 1533 году столица была перенесена в Бухару. В период правления Убайдуллы-хана (1533—1539 гг.), несмотря на сложную военно-политическую обстановку, большое внимание уделялось развитию науки и культуры. С 1512 г. при дворе Убайдуллы в Бухаре жил известный ученый Фазлаллах ибн Рузбихан Исфахани, который в 1514 г. написал для Убайдуллы книгу «Сулук ал-мулук» («Правила поведения государей»). Ибн Рузбихан утверждает, что Убайдулла с упорством занимался изучением "разного рода наук и знаний, соблюдая религиозные обязанности.
Весь уклад культурной жизни Мавераннахра при Шейбанидах сохранял в известной мере тот же характер, что и при Тимуридах. Литература продолжала развиваться на тюркском, персидском и частью на арабском языках. Начиная со времени правления первых Шейбанидских ханов господствовало стремление писать на староузбекском языке, отражавшееся и на исторической литературе.
Дядя Шейбани-хана — сын узбекского хана Абулхайр-хана и дочери Мирзо Улугбека Кучкунджи-хан почитал своих предков как по линии Шибанидов, так и Тимуридов. В 1519 году по его личному поручению Мухаммед-Али ибн Дервиш-Али Бухари перевел с персидского языка на староузбекский «Зафар-намэ» Шараф ад-Дин Йазди , В а позже «Джами ат-таварих» Рашид ад-Дина. Сам Кучкунджи-хан любил поэзию и писал стихи на тюркском языке.
При правлении Абдулла-хана  II Бухарское ханство поддерживало тесные дипломатические отношения с бабуридами в Индии, Османской империей и Россией. В письме от 1577 года бабурид Акбар информировал Абдулла-хан узбека, о своём намерении выгнать португальцев из Индии.

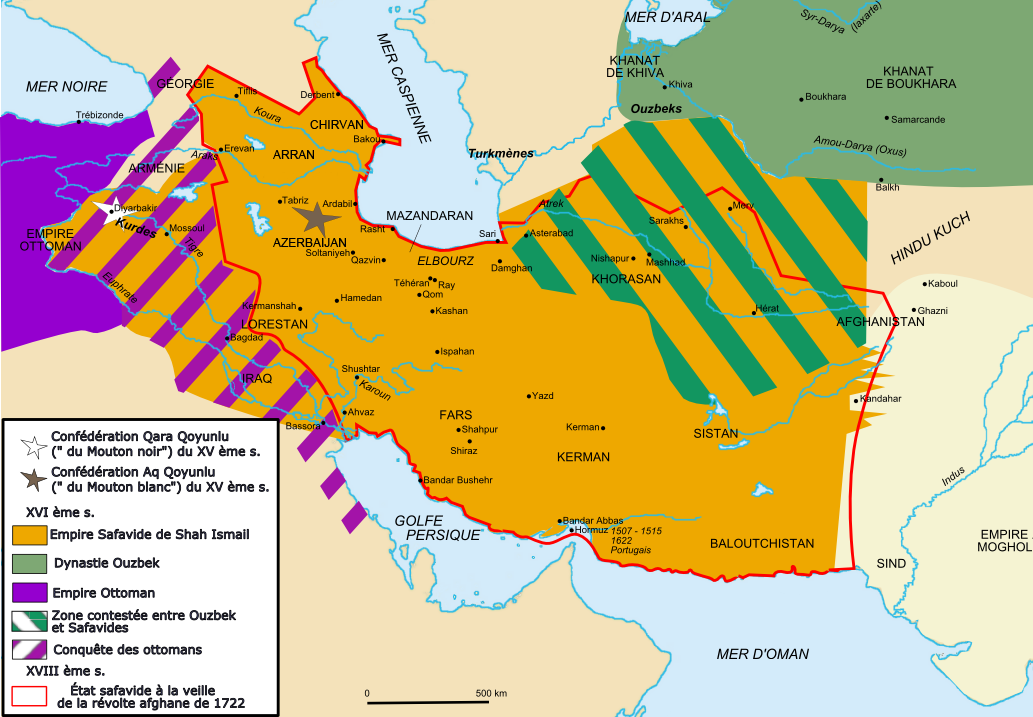
Владения Сефевидов и Аштарханидов

Аштарханиды (Джаниды) — династия бухарских ханов (1601—1785), происходившая от астраханских ханов из дома Джучи. Пришла на смену династии Шейбанидов в Бухарском ханстве. В 1602 году джанид Баки Мухаммад отстоял независимость Бухарского ханства, нанеся поражение войскам сефевидского шаха Аббаса I в битве при Балхе. Аштарханид Субханкули-хан (1681—1702) был автором нескольких произведений по медицине и астрологии. Его произведение по медицине было написано на среднеазиатском тюркском языке. Один из списков рукописи хранится в библиотеке в Будапеште. Субханкули-хан увлекался поэзией и писал стихи под псевдонимом Нишони.
При  правлении Аштарханидов - в 1612—1656 годах хокимом Самарканда являлся узбекский военачальник, политик Ялангтуш Бахадур сын Бойходжи которые приказал построить медресе Тилля-Кари и медресе Шердор и др. Таким образом, возник ансамбль Регистан — нынешняя визитная карточка Самарканда.
Ослабление Бухарского ханства происходит при правлении последних аштарханидов Убайдулла-хана II (1701—1711) и Абулфейз-хана (1711—1747). В первой половине XVIII века, Бухарское ханство оказалось в состоянии экономического кризиса. В результате к власти в Бухаре пришла узбекская династия мангытов в лице Мухаммада Рахима.
Бухарским ханством также часто назывался его правопреемник — Бухарский эмират. Буха́рский эмира́т — узбекское государство, существовавшее с 1756 по 1920 год в Средней Азии на территории современных государств Узбекистана, Таджикистана и части Туркменистана. В его состав также временно входили территории Южного Туркестана или современного «Афганского Туркестана» и округа Туркестана в южном Казахстане. История Бухарского эмирата описана рядом местных историков: Мухаммед Вафа-и Керминеги, Мухаммад Шариф ибн Мухаммад Наки, Мирза Садык мунши, Мирий, Мухаммед Якуб ибн Даниялбий, Мухаммед Мир Алим Бухари, Абдалазим Сами, Ахмад Донишем, Хумули, Насир ад-дин ибн амир Музаффаром и др.
Основателем Бухарского эмирата был Мухаммад Рахим (1756—1758) из узбекского рода мангыт. Заручившись согласием знати и духовенства, Мухаммад Рахим в 1756 году вступил на бухарский трон с титулом хана. По выражению одного историка того времени, «Мухаммад Рахим-хан старался все 92 узбекских рода подчинить своей власти, так чтобы у них не оставалось никакой возможности сопротивляться центральному правительству». После его смерти правил его дядя Даниял-бий (1758—1785). Для укрепления связей с Российской империей он отправил посольство во главе с Ирназар Максудовым, которое было принято самой Екатериной Второй.
После смерти Даниялбия к власти пришел его сын Шахмурад (1785—1800), который начал с того, что устранил двух коррумпированных влиятельных сановников — Давлата-кушбеги и Низамуддина-казикалона, убив их в Арке на глазах придворных. Затем Шахмурад торжественно вручил жителям Бухары тарханную грамоту, освобождавшую их от ряда налогов. За скромный образ жизни народ прозвал его Эмиром Масумом, что означало безгрешный эмир.
Шахмурад упразднил роскошный двор, а вместо него учредил зал суда, где заседали сорок судей, под непосредственным руководством Шахмурада. Согласно одним сведениям, суд заседал по понедельникам и пятницам. Каждый судья имел на руках книги, написанные Шахмурадом. Никто независимо от его политического и экономического положения не имел права не прийти в зал суда если был вызван туда. Присутствовали как высокие чины, так и рабы. Таким образом, амир Шахмурад провел судебную реформу. Шахмурад отменил многие налоги, кроме налогов с иностранных товаров, джизьи и закята.
Шахмурад вернул Бухарскому эмирату левобережье Амударьи с Балхом и Мервом. В 1786 году он подавил восстание в округе Кермине, затем совершил успешные походы в Шахрисабз и Ходжент. Шахмурад успешно воевал с афганским правителем Тимур-шахом, сумев сохранить за собой области южного Туркестана, населенные таджиками и узбеками.
Эмир Хайдар поддерживал оживлённые дипломатические связи с Российской империей и Османской империей. В 1801 году его посол Мирза ходжа Сабир прибыл в Стамбул. В 1803 году бухарский посол Ишмухаммад Байкишиев был принят российским императором Александром I в Санкт-Петербурге. В 1815 году бухарский посол Мухаммад Юсуф диванбеги прибыл в Санкт-Петербург, чтобы поздравить российского императора в связи с победой над Наполеоном.
В юридических документах Насруллы помещалась надпись на узбекском языке: Абул Музаффар ва-л-мансур Амир Насраллах бахадур султан сузумиз (наше слово могущественного и победоносного эмира Насруллы). Насрулла пытался расширить границы Бухарского ханства. Насрулла поддерживал дружественные отношения с Россией. В 1830-х годах он неоднократно отправлял посольства в Санкт-Петербург во главе с Б.Рахматбековым. В 1857 году Насрулла отправил посольство в Россию, в составе которой был известный мыслитель Ахмад Дониш (1827—1897).
Последним эмиром Бухары в 1910 году стал Сейид Алим-хан. В начале XX века на базе движения джадидов в Бухаре возникло младобухарское движение, которое указывало на необходимость самых широких демократических реформ в Бухарском эмирате, по их мнению, погрязшем в невежестве и изнемогавшем под бременем административного произвола.

### Хорезм — Хивинское ханство

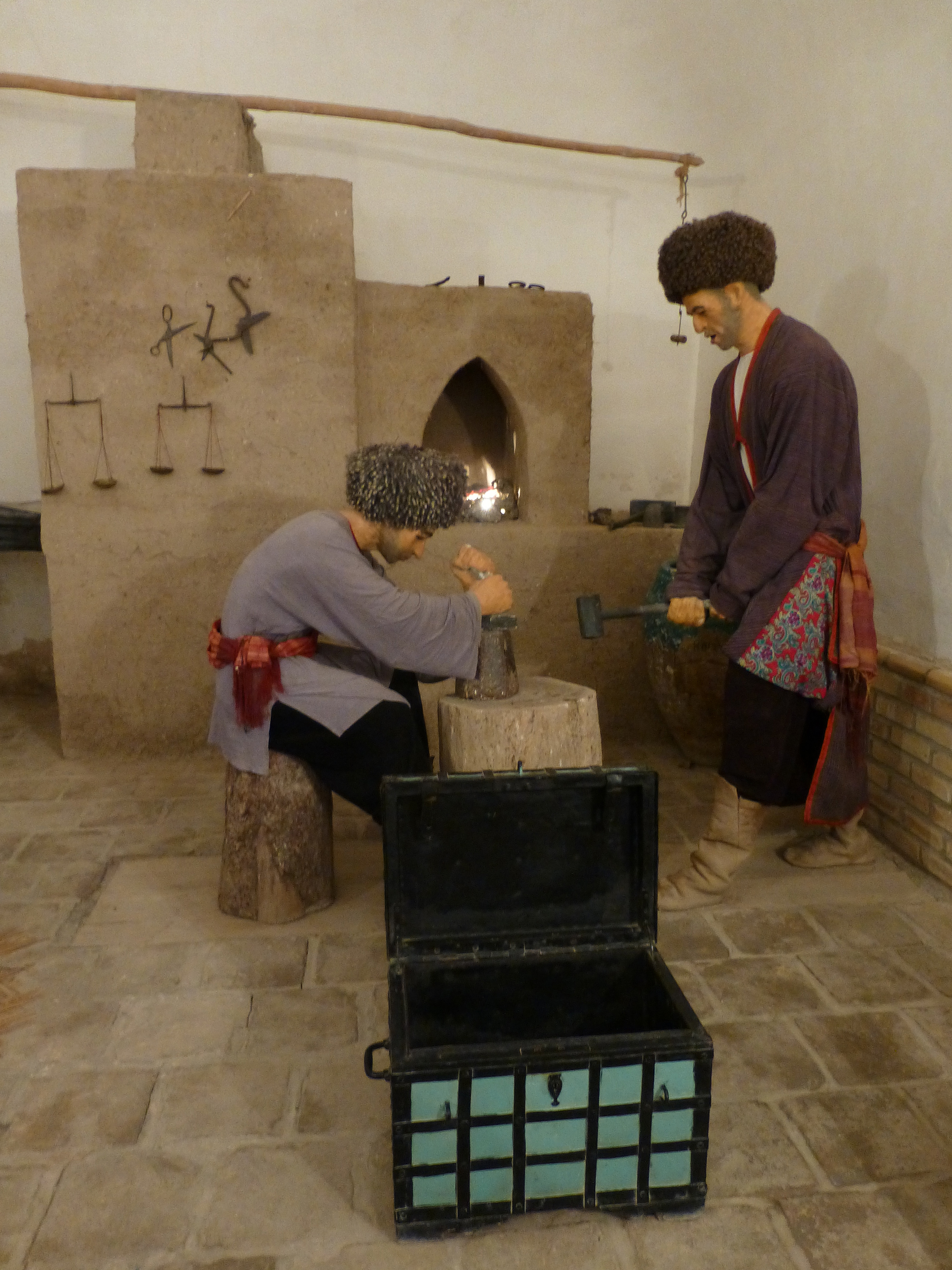
Чеканка монет в Хиве

В 1770-х годах к власти в Хорезме пришли представители узбекской династии Кунграт. Основателем династии был Мухаммад Амин-бий. В этот период были построены шедевры архитектуры Хорезма в столице Хиве.
При узбекском хане Мухаммад Амин-хане (1770—1790) начинается возрождение культуры Хорезма. При узбекском правителе Аллакули-хане (1825—1842) Хива была обнесена стеной, длина которой составляла 6 километров. Основа архитектурного облика Хивы складывалась с конца XVIII века. Внутри него сначала была построена Ичан-Кала (внутренняя крепость), где находились дворец хана, жилище для ханской семьи, мавзолей, медресе, мечети. Один из сохранившихся памятников Хивы — мавзолей Саида Аллауддина — построен в XIV веке. До нас дошли также другие архитектурные памятники Куня-Арк, соборная мечеть, Ак-Мечеть, мавзолеи Уч-Овлия, Шергазихана, караван-сарай Аллакулихана, медресе инака Кутлуг-Мурада, инака Мухаммад-Амина, дворец Таш-Хаули, состоящий из 163 комнат (построен при Аллакулихане). Они свидетельствуют о мастерстве хивинских строителей, камнетёсов, художников по дереву. Хива являлась гордостью ханства.
В период правления Саид Мухаммед-хана (1856—1864) в 1850-х годах впервые в истории Центральной Азии была проведена всеобщая перепись населения Хорезма.
В размахе осуществления культурных мероприятий среди представителей узбекской династии кунграт большую роль играл Мухаммад Рахим-хан II. При дворе Мухаммад Рахим-хана II поэтическим творчеством начали заниматься десятки интеллектуалов, которые одновременно сочетали в себе поэтов, каллиграфов, переводчиков, историков и что более 30 поэтов писали поэтические произведения. Он возглавлял их, и даже сам писал стихи под поэтическим псевдонимом Фируз. При этом он во многом подражал творчеству Алишера Навои. Все его окружение писало на староузбекском языке и также подражало творчеству Навои. Почти каждый из его придворных поэтов создал свои поэтические сборники (диван). По приказу Мухаммад Рахим-хана II началось переписывание 1000 рукописей, а более 100 знаменитые исторические и художественные произведения Востока переводились на староузбекский язык. Продолжались и оттачивались средневековые ценности культуры. При нём были составлены придворные поэтические антологии: «Маджма-йи шуара-йи Фируз-шахи», «Мухаммасат-и маджма-йи шуарайи Фируз-шахи» и «Хафт шуара-йи Фируз-шахи». Одним из основных образцов-идеалов Мухаммад Рахим-хан II выбрал период поздних Тимуридов — эпоха правления Хусайна Байкары (1469—1506), когда культура в Герате достигла наивысшего уровня. Развивались архитектура, прикладные виды искусства, каллиграфия, книжное дело. Интерес к культурному наследию Тимуридов (1370—1405) и проявился в подражании культурным моделям той эпохи. Поэзия хорезмского двора в начале XX века всё ещё продолжала традиции поэзии Алишера Навои — традиции эпохи средних веков, золотого века староузбекской литературы. Этот факт отмечали А. Н. Самойлович и глава хорезмских поэтов Ахмад Табиби.

### Кокандское ханство
Кокандское ханство — узбекское государство со столицей Коканд, существовавшее с 1709 года по 1876 год на территории современного Узбекистана, Таджикистана, Киргизии, южного Казахстана и Синьцзян-Уйгурского автономного района (Восточного Туркестана). В период наибольшего расцвета занимало около 820 тыс. км². Культура Кокандского ханства отличалась от культуры Бухарского эмирата тем, что здесь широкое распространение получила женская поэзия. Одной из узбекских поэтесс была Джахан-Атын Увайси (1781—1845). Наряду с Надирой и Махзуной она была представительницей узбекской кокандской поэзии. 

Современный портрет узбекской поэтессы Надиры (1792—1842)

Выдающимся правителем Кокандского ханства был Умар-хан (1787—1822) — представитель узбекской династии Мингов, который в 1809—1822 годах правил в Кокандском ханстве. В 1815 году он отвоевал у бухарского эмира Хайдара город Туркестан. Он посетил гробницу Ходжа Ахмеда Ясави, принеся в жертву 70 баранов и одарив всех шейхов этой известной святыни. Здесь он объявил, что будет величаться не просто ханом, а принимает титул амир ал-муслимин (повелитель правоверных). Титул был провозглашен во время пятничной молитвы. Здесь же были объявлены назначения на государственные должности, дарованы различные звания. В 1817 году был присоединён Ура-Тюбе. По приказу Умар-хана по берегам Сырдарьи были построены ряд крепостей: Янгикурган, Джулек, Камышкурган, Акмечеть и Кушкурган. Они позволили обеспечить безопасную караванную торговлю с Россией. Умар-хан вел войны с Бухарским эмиратом за обладание Джизаком, Заамином и Ура-тюбе. Упорядочение государственных дел, определённый подъём в экономике страны, ремесленном производстве и торговле благоприятно отразились на жизни Кокандского ханства. После принятия титула эмира Умар-хан стал выпускать монеты с титулом «Глава мусульман Саид Мухаммед амир Умар». В культурном строительстве Умар-хан пытался подражать Тимуру и создал условия для процветания науки и литературы в Кокандe. 

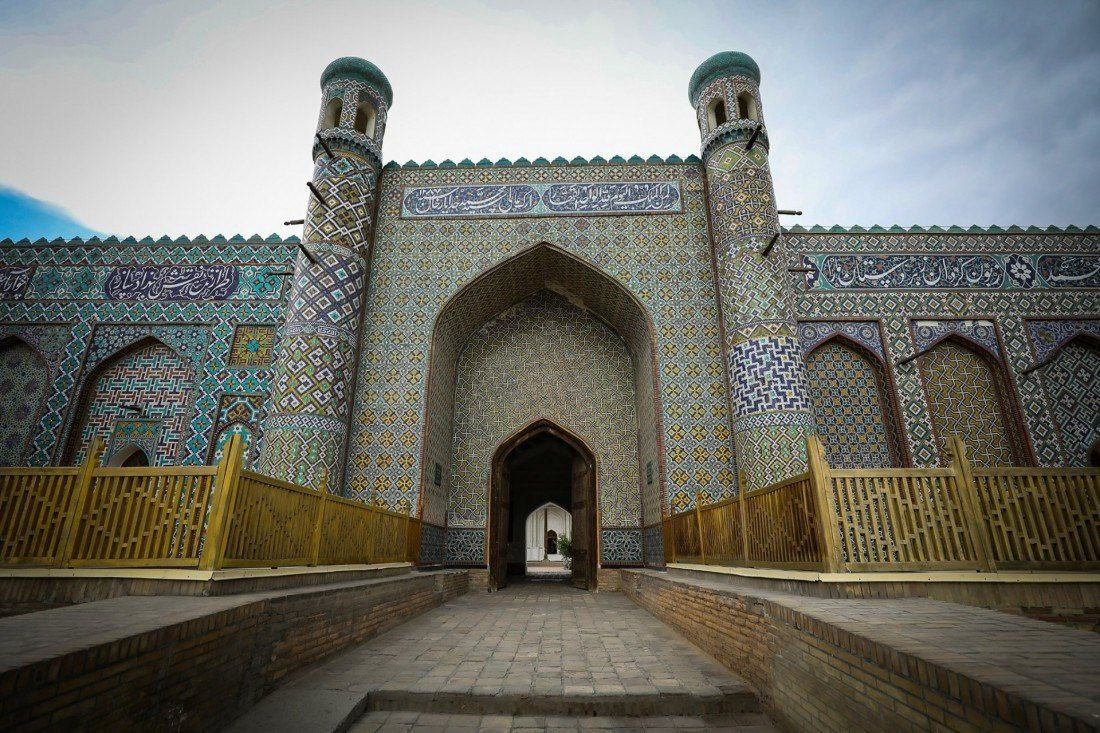
Вид на дворец Худояр-хана

В период правления Умар-хана были построены мечети и медресе в таких городах как: Коканд, Ташкент, Туркестан, Чимкент, Сайрам, Аулие-ата. Был основан новый город Шахрихан. В период его правления в Коканде возник своеобразный центр литературы. Согласно источникам, в городе творили более 70 поэтов. При дворе хана были собраны лучшие поэты, художники и каллиграфы. Сам Умар-хан писал стихи под литературным псевдонимом «Амири». До нас дошёл сборник его стихов, состоящий из более чем 10 тысяч строк. В институте Востоковедения имени Абу Райхана Бируни Академии наук Республики Узбекистан хранятся семнадцать рукописных вариантов поэтического дивана Амири на узбекском языке. Заметное место в жизни двора занимала супруга Умар-хана Мохлар-айим (Надира) (1792—1842). Она принимала деятельное участие в культурной жизни ханства как покровительница науки, литературы и искусства.

### Экономическая система и товарно-денежные отношения Среднеазиатских ханств
Введённая Тимуром (1370-1405) в государственную монетную систему денежная единица «теньга», позже была принята и в государстве Кара-Коюнлу, Ак-Коюнлу, Ширваншахов и первых Сефевидов.
Тимур и его потомки выпускали монеты в более чем 40 городах, Мирзо Улугбек выпускал монету-таньга, где помимо тамги Темура в виде трёх колец была тюркоязычная надпись: «Духовным покровительством Темура гурагана, Улугбек гураган, мое слово».
Теньга была принята как денежная единица во всех среднеазиатских ханствах XVI-XIX вв. В сфере денежного обращения Кокандского ханства были серебряные монеты, которые назывались танга, золотые монеты назывались тилля, а медные фулус (пул), мири, кара-танга, бакир. В Бухарском эмирате в хождении были серебряные таньга, золотые тилля и медные пулы. 
В XIX веке в Хорезме чеканились медные пулы (фаллусы), серебряные таньга, золотые 1⁄2 тиллы и тилла. После установления в 1873 году российского протектората в обращении стали использоваться также российские денежные знаки. В начале XX века устанавливается твёрдое соотношение: 1 рубль = 5 таньга. После российского завоевания на территории Туркестанского генерал-губернаторства стал использоваться термин сум, который обозначал рубль. При хивинском хане Асфандияре (1910—1918) чеканились только медные пулы. При его преемнике Саиде Абдулле (1918—1920) в 1919 году небольшим тиражом отчеканены последние серебряные таньга, в том же году начата чеканка таньга из меди и бронзы. Чеканка прекращена в 1920 году

## Центральная Азия в составе Российской империи

### Российские владения в Центральной Азии

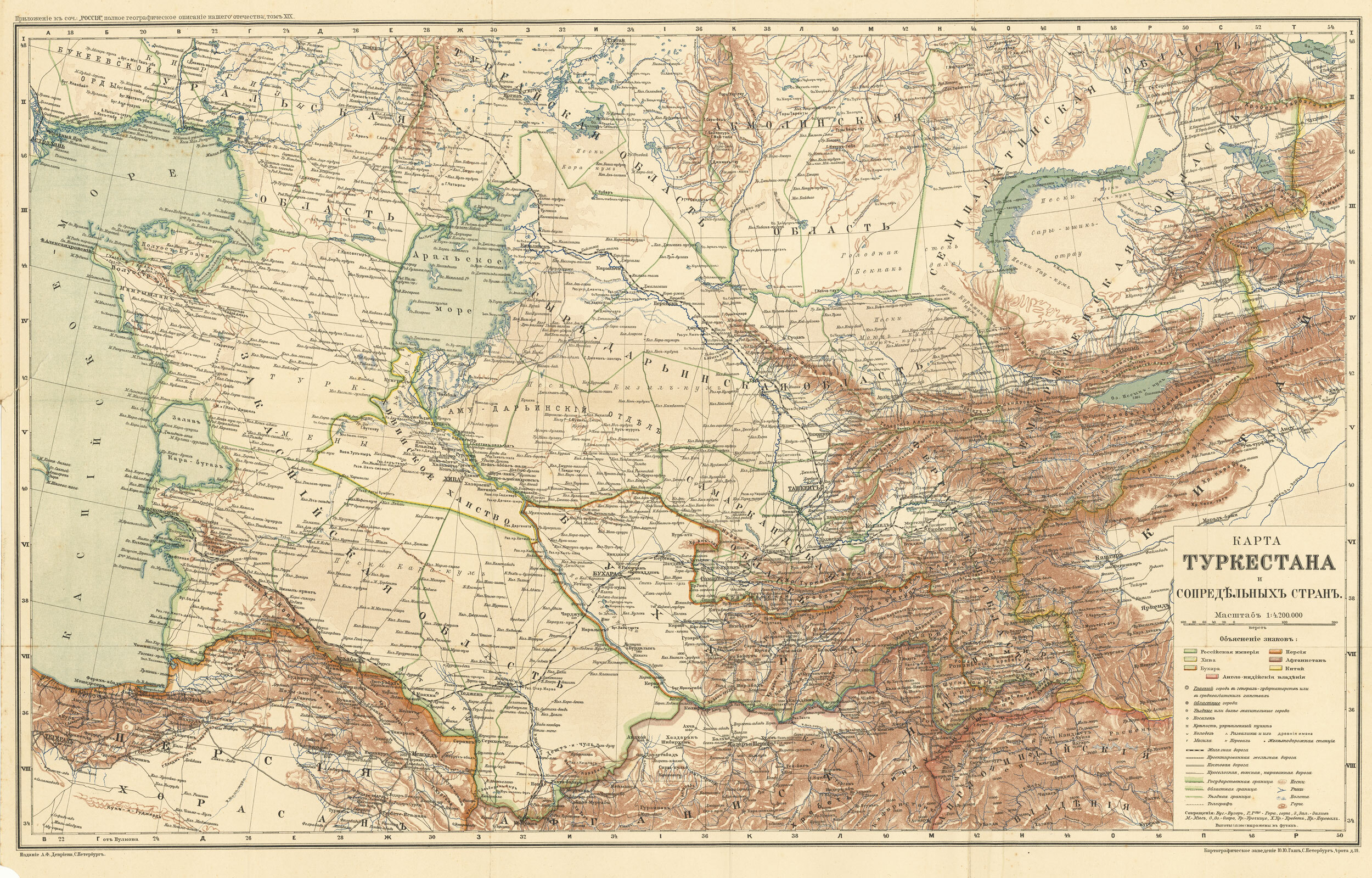
Карта Российского Туркестана в начале XX века

Присоединение казахских жузов и основание Оренбурга стало первым этапом присоединения Центральной Азии к России, хотя Пётр I послал экспедицию в Хивинское ханство с князем Александром Бековичем-Черкасским задолго до этого.
К середине XIX века местные народы уже не могли противостоять нараставшим военным действиям России. В 1860 — 1880-х годах Россия завоевала Туркестан и на его территории было образовано Туркестанское генерал-губернаторство. Армии ханств и эмирата были плохо вооружены и организованы, в отличие от российской, и поэтому несли поражения одни за другим. В 1865 году русские взяли Ташкент, в 1868 году Самарканд, в 1873 году Хиву, в 1876 году Коканд. Экспансия России в регионе остановилась лишь в конце XIX века на границах Афганистана, после того как Россия и Великобритания завершили своё геополитическое противостояние в регионе, известное как Большая игра.
Советские, узбекистанские  и таджикистанские историки писали об антиколониальных восстаниях в регионе. Однако по утверждению американского историка Халида, фактического сопротивления со стороны правоверных было на удивление мало.
Российская империя оказала громадное влияние на модернизацию Центральной Азии. Были построены железные дороги, первые заводы и фабрики, началось книгопечатание.
Атаджан Абдалов (1856—1927) — стал первым узбекским книгопечатником, основателем книгопечатания на территории Хорезма в 1874 году. Он закупил необходимое оборудование и открыл первую в Средней Азии литографию. В 1876 году Атаджан Абдалов напечатал философский труд Аль-Фараби «Удел детей». Хивинский хан Мухаммад Рахим-хан II назначил в качестве помощников Атаджана Абдалова прогрессистов Мухаммада и Худайбергена (токаря и резчика по дереву), Худайбергана печатника, Исмаила и Камиля — десяти учеников. В литографиях выпускались произведения классиков узбекской и классической литературы — таких, как Алишер Навои, Мунис Хорезми, Мирза Абдукарим, Машраб, Агахи и других.
Вслед за первыми предприятиями стали открываться новые, преследовавшие в основном коммерческие цели. Их главной продукцией были учебники, использовавшиеся в медресе. Особым спросом пользовались такие книги, как «Хафтияк» — отрывки из Корана, «Чоркитоб» — описание мусульманских обрядов, и другие.
В столице Российской империи хорезмиец Х. Деванов изучал тонкости фотографического дела у признанных профессионалов. Х. Диванов привез на родину различные фото- и кинопринадлежности, что позволило ему самостоятельно снять первый узбекский документальный киносюжет о выезде на фаэтоне в 1910 году хивинского хана Асфандияра. Сохранились также его первые киноленты «Памятники архитектуры нашего края» (114 метров, 1913 год), «Виды Туркестана» (100 метров, 1916 год) и другие. 1908 год стал годом рождения местного кинематографа в Центральной Азии. Худайберген Деванов снимал на камеру исторические достопримечательности, минареты, мечети и многое другое. Благодаря его работе жители других стран впервые познакомились с древней самобытной культурой Хорезма.
На востоке региона в 1867 году Якуб-бек поднял восстание в Кашгаре против Китая, однако после 10 лет борьбы потерпел поражение и регион перешел под контроль китайцев.
В 1916 году во время Первой мировой войны в среднеазиатских владениях России произошло крупное восстание, против отправки на тыловые работы.

### Джадидизм

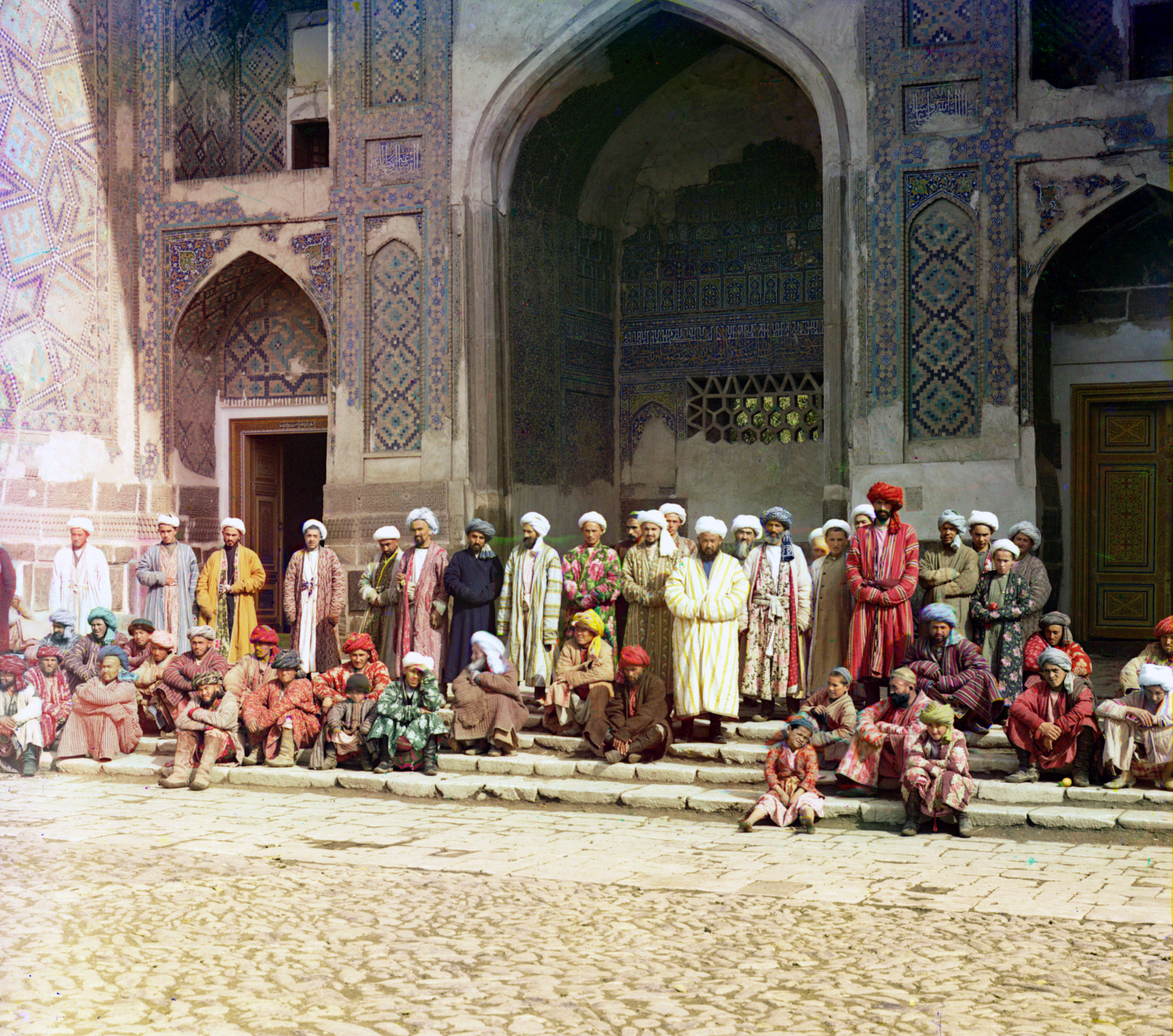
Группа людей у Регистана. Самарканд начало XX века. Фотография Прокудина-Горского

Первые идеи реформ в Бухарском эмирате были высказаны бухарским интеллектуалом Ахмад Донишом, который близко знал проблемы власти и управления. В поиске лучших периодов прошлого А. Дониш периодизировал историю Средней Азии на основе принципа правления наиболее выдающихся правителей, так называемых обновителей столетия. Он писал: «Сам эмир Тимур Куракани явился обновителем восьмого столетия. И после него в каждой мусульманской стране появлялся обновитель: Султан Хусейн Мирза Байкара примерно в девятом столетии выдвинулся в Герате, а эмир Абдулла-хан — в начале тысячелетия в Бухаре; в одиннадцатом столетии — Сейид Субханкули-хан, а в двенадцатом столетии — покойный господин эмир Ма’сум, то есть эмир Шахмурад. В одно время с этими обновителями были наиболее знающие учёные, выдвинувшиеся в государствах Мавераннахра».
Лидером Туркестанских джадидов был Махмудходжа Бехбуди (1875—1919) — известный просветитель, один из идеологов и лидеров джадидизма, издатель и политик. Он был потомком тюркского шейха Ходжа Ахмеда Яссеви. В формировании мировоззрения Махмудходжи огромную роль сыграл основоположник движения джадидизма Исмаил Гаспринский. Махмудходжа Бехбудий был автором в частности, «Мунтахаби жугрофияи умумий» («Кискача умумий жугрофия», 1903 год), «Китоб-ул-атфол» («Болалар учун китоб», 1904 год) и многих других. В 1913 году Бехбуди начал выпуск газеты «Самарканд». В своих произведениях Бехбуди использовал термин тюркский язык как синоним узбекского языка. Бехбуди как и другие джадиды выступал за развитие национального искусства и литературы, равноправие женщин, реорганизацию деятельности духовенства, преподавание в школах на национальном языке, за реформы политического устройства страны. Он боролся за введения в мусульманских школах нового метода обучения, ряда светских предметов. Бехбуди выступал за создание истории своей родины — Туркестана. Другим лидером туркестанских джадидов был Мунаввар Кары Абдурашидханов (1878—1931) — узбекский просветитель. Он был основателем национально-просветительского движения джадидов и руководителем организации Шура-и-Ислам в Туркестане. Костяк так называемого «Бухарского джадидизма» составляли выходцы из самой Бухарского эмирата, в основном представители интеллигенции, муллаваччи (ученики медресе, и недавно окончившие обучение в медресе), купцы и торговцы, а также ремесленники. В 1908 году бухарскими джадидистами была создана организация «Бухорои Шариф ширкати», которая в основном занималась изданием, печатанием и продажей книг и учебников на территории Бухарского эмирата. Наиболее известными представителями бухарского джадидизма являются Абдурауф Фитрат, Файзулла Ходжаев, Усман Ходжаев, Абдулкадыр Мухитдинов, Муса Саиджанов.
В отличие от бухарского джадидизма, хорезмский или хивинский джадидизм возник совершенно в других условиях, в начале XX века, когда на территории Хорезма существовало ханство. Первая джадидская школа была открыта в Ургенче в 1904 году. Впоследствии, хорезмский джадидизм раскололся на два крыла. В так называемое правое крыло входили баи (богачи), промышленники, купцы и торговцы. Руководителем правого крыла являлся главный визирь (премьер-министр) Хивинского ханства в 1907—1913 годах — Ислам-ходжа, известный своими либеральными взглядами. Правое крыло хорезмских джадидистов выступала за сохранение монархии в государстве, осуществление масштабных либеральных и общественно-политических реформ, создание и развитие промышленности в экономике ханства, а также за свободные рыночные отношения. Левое крыло объединило ремесленников, часть баев и купцов, а также различные слои хорезмцев, в том числе и бедняков. Главой левого крыла являлся кази-калян (главный шариатский судья) Бабаахун Салимов. Силами левого крыла была создана сеть мактабов (школ) с совершенно новым современным методом обучения, названная «Янги усул мактаби» (с узбекского языка буквально дословно переводится как Школа нового метода). Для создания этих школ, им был организован специальный фонд под названием «Джамияти хайрия» (Общество благотворительности). Первая такая школа была открыта в ноябре 1904 года.

## Советский период

### Образование советских республик

Советская Средняя Азия в 1922 году.

После прихода к власти большевиков Средняя Азия претерпела ряд изменений. В частности, были созданы советские республики:
| Советские республики, созданные с 1918 по 1936 гг. в Средней Азии | Советские республики, созданные с 1918 по 1936 гг. в Средней Азии | Советские республики, созданные с 1918 по 1936 гг. в Средней Азии |
| Год создания                                                      | Республика                                                        | Статус                                                            |
| ----------------------------------------------------------------- | ----------------------------------------------------------------- | ----------------------------------------------------------------- |
| 1918                                                              | Туркестанская                                                     | АССР                                                              |
| 1918                                                              | Бухарская                                                         | НСР                                                               |
| 1918                                                              | Хорезмская                                                        | НСР                                                               |
| 1920                                                              | Киргизская                                                        | АССР                                                              |
| 1924                                                              | Узбекская                                                         | ССР                                                               |
| 1924                                                              | Туркменская                                                       | ССР                                                               |
| 1929                                                              | Таджикская                                                        | ССР                                                               |
| 1936                                                              | Киргизская                                                        | ССР                                                               |

При советской власти местные языки и культура были систематизированы и кодифицированы, а их различия чётко разграничены и поощрены. В местных языках была введена кириллица. Южная граница была практически закрыта, и вся торговля и миграция были направлены на север через РСФСР. В 1920—1930-х годах велась борьба советской власти против басмачества.
Во время Великой Отечественной войны несколько миллионов беженцев и сотни предприятий перевезли в Центральную Азию, и регион стал важной частью советского промышленного комплекса. В 1955 году в Казахской ССР был основан космодром Байконур. Освоение целины принесло более 300 тысяч человек, в основном с Украины, на север Казахской ССР и на юг Алтайского края РСФСР.

### Синьцзян
Подобные процессы происходили и в Синьцзяне, где КНР быстро установила контроль над Восточно-Туркестанской Республикой, контролировавшей север Синьцзяна, и над Китайской республикой, владевшей югом этой области. Для этого района был ряд схем развития, и, как и в Советской Средней Азии, был поставлен акцент на выращивание хлопка. Эти усилия произвёл Синьцзянский производственно-строительный корпус. СПСК также призвал ханьцев вернуться в Синьцзян после долгих лет отсутствия из-за Дунганского восстания
После массового переселения ханьцев в Синьцзян их доля стала крупнейшей за всё время. Так, во времена династии Цин в области проживало в общей мере около 70 % тюрков и около 30 % ханьцев, после Дунганского восстания — 93 % против 7 %, после 2000 года примерно 60 % населения было тюркским, а к ханьскому этносу принадлежали около 40 %.
Как и в СССР, местные культуру и языки сохранили и предоставили округу статус автономии, однако ислам, широко распространённый в регионе, преследовали, особенно в время Культурной революции. Также Большой скачок унёс жизни многих синьцзянцев.

### Советский народ во времяВОВ
Согласно обновленным данным, с началом Великой Отечественной войны на фронт ушло почти 2 миллиона узбекистанцев, погибло свыше 538 тысяч, более 158 тысяч пропали без вести. Боевыми орденами и медалями были награждены свыше 200 тысяч солдат и офицеров из Узбекистана. Звания Героя Советского Союза был удостоен 301 представитель Узбекистана, 70 награждены орденом Славы всех трёх степеней. Благодаря самоотверженному труду народа около 300 предприятий республики начали выпускать продукцию военного назначения. Также с прифронтовых территорий в Узбекистан был перебазирован 151 заводов. Тысячи раненых бойцов прошли лечение в организованных в госпиталях. В Узбекистан были эвакуированы 1,5 миллиона человек из республик, где шла война, в том числе свыше 250 тысяч детей.
Великая Отечественная война заставила перемещаться многих людей в другие части СССР. Самый большой поток и эвакуации, и депортации шёл в Среднюю Азию. Эвакуации были как официальные, когда государство эвакуировало из подверженных нападению районов население, так и неафишируемые, когда эвакуировали важных государству людей. Эвакуация советских граждан и промышленности была одним из важнейших элементов успеха Советского Союза в войне.

#### Депортации по этническому признаку
В ответ на нападение нацистской Германии советские власти депортировали советских граждан немецкого происхождения в другие районы государства, опасаясь их сговора с врагом. Такая участь постигла не только немцев, но и финнов. Большинство финнов было депортировано в Сибирь, в то время как большинство немцев — в Казахстан.
К началу 1942 года 20 800 этнических немцев было в Трудовой армии, а после расширения критериев призыва их стало более 222 тысяч.
Когда Советский Союз начал побеждать в войне, началась новая волна депортации — на этот раз по подозрению в коллаборационизме. Теперь в Центральную Азию были депортированы карачаевцы, калмыки, чеченцы, ингуши, кабардинцы и крымские татары, в основном в Казахскую, Киргизскую и Узбекскую ССР.

## Постсоветский период

Независимые государства Средней Азии

После неудавшейся попытки государственного переворота (ГКЧП 19 августа 1991 года), в августе-декабре 1991 года, была провозглашена независимость и суверенитет республик региона. Однако часть полномочий ещё была у союзных властей. 21 декабря 1991 года на встрече президентов в Алма-Ате Узбекистан и другие республики присоединились к Содружеству Независимых Государств. 26 декабря сессия не предусмотренного Конституцией СССР Совета Республик Верховного Совета СССР (в числе которой были представители и Узбекистана) приняла декларацию о прекращении существования СССР в связи с образованием СНГ.
29 декабря 1991 г. проведен референдум о государственной независимости Республики Узбекистан. На нём был задан вопрос: «Одобряете ли Вы провозглашенную Верховным Советом Республики Узбекистан государственную независимость Республики Узбекистан?» — За одобрение государственной независимости республики проголосовало 98,2 %, против 1,7 %. Таким образом, референдум показал, что провозглашенная в августе 1991 года государственная независимость Республики Узбекистан получила всенародное одобрение. В тот же день состоялись всенародные выборы президента Республики Узбекистан. В голосовании приняло участие 94,2 % избирателей. За И. А. Каримова проголосовало 86 %. Президентом Республики Узбекистан всенародно был избран И. А. Каримов. 4 января 1992 г. состоялось торжественное вступление И. А. Каримова в должность президента Республики Узбекистан.
Достижением эпохи президента Узбекистана Ш.Мирзиёева является отказ от принудительного труда при сборе хлопка. При И.Каримове несколько миллионов человек, включая студентов вузов и их преподавателей в обязательном порядке мобилизовали на сбор хлопка. В 2018 году эта практика была прекращена.
Президент Узбекистана Ш.Мирзиёев стал главным архитектором формирующейся Новой Центральной Азии и не случайно на центральноазиатском саммите в Астане ему вручен Почетный знак глав государств Центральной Азии, что стало признанием личного вклада лидера Узбекистана в развитие дружбы, добрососедства и взаимопонимания между государствами региона.
В июле 2022 года за большие заслуги в укреплении дружбы между Россией и Узбекистаном президент Узбекистана Шавкат Мирзиеев был награжден Орденом Александра Невского.
После распада СССР политическая стабильность в регионе в основном была сохранена, за исключением гражданской войны в Таджикистане. Политической нестабильностью отличается Киргизия где в 2005, 2010 и 2020 годах произошли три цветные революции. В 2022 году произошли массовые волнения в Казахстане, завершившиеся вводом военного контингента ОДКБ. В начале XXI века регион столкнулся с экономическими и экологическими проблемы, вызванными исчезновением Аральского моря, крупнейшего пресного водоема в регионе и значительной эмиграцией рабочей силы в Россию.
Противоречивые интерпретации региональной истории под влиянием колониальных взглядов определённых групп ориенталистов эпохи Российской империи в современных государствах Центральной Азии проявляются по-разному. Так, например, по мнению европейских учёных термин сарт в настоящее время является уничижительным термином для узбеков (а иногда таджиков и уйгуров), тем не менее, термин сарт используется в настоящее время в официальном сайте Ассамблеи народа Казахстана.